# Power Rangers : Super Ninja Steel
 (mars 2024).
La mise en forme du texte ne suit pas les recommandations de Wikipédia : il faut le « wikifier ».
Les points d'amélioration suivants sont les cas les plus fréquents. Le détail des points à revoir est peut-être précisé sur la page de discussion.
- Les titres sont pré-formatés par le logiciel. Ils ne sont ni en capitales, ni en gras.
- Le texte ne doit pas être écrit en capitales (les noms de famille non plus), ni en gras, ni en italique, ni en « petit »…
- Le gras n'est utilisé que pour surligner le titre de l'article dans l'introduction, une seule fois.
- L'italique est rarement utilisé : mots en langue étrangère, titres d'œuvres, noms de bateaux, etc.
- Les citations ne sont pas en italique mais en corps de texte normal. Elles sont entourées par des guillemets français : « et ».
- Les listes à puces sont à éviter, des paragraphes rédigés étant largement préférés. Les tableaux sont à réserver à la présentation de données structurées (résultats, etc.).
- Les appels de note de bas de page (petits chiffres en exposant, introduits par l'outil «  Source ») sont à placer entre la fin de phrase et le point final[comme ça].
- Les liens internes (vers d'autres articles de Wikipédia) sont à choisir avec parcimonie. Créez des liens vers des articles approfondissant le sujet. Les termes génériques sans rapport avec le sujet sont à éviter, ainsi que les répétitions de liens vers un même terme.
- Les liens externes sont à placer uniquement dans une section « Liens externes », à la fin de l'article. Ces liens sont à choisir avec parcimonie suivant les règles définies. Si un lien sert de source à l'article, son insertion dans le texte est à faire par les notes de bas de page.
- La présentation des références doit suivre les conventions bibliographiques. Il est recommandé d'utiliser les modèles {{Ouvrage}}, {{Chapitre}}, {{Article}}, {{Lien web}} et/ou {{Bibliographie}}. Le mode d'édition visuel peut mettre en forme automatiquement les références.
- Insérer une infobox (cadre d'informations à droite) n'est pas obligatoire pour parachever la mise en page.

Pour une aide détaillée, merci de consulter Aide:Wikification.
Si vous pensez que ces points ont été résolus, vous pouvez retirer ce bandeau et améliorer la mise en forme d'un autre article.
Chronologie
Ninja Steel Beast Morphers
Composée de 20 épisodes + 2 spéciaux, elle a été diffusée aux États-Unis du 27 janvier 2018 au 1er décembre 2018 et en France à partir du 2 avril 2018 sur Canal J et du 27 août 2018 sur Gulli.

## Synopsis
Après avoir vaincu Galvanax et avoir détruit le Bagarre au Drôme, les Power Rangers Ninja Steel doivent affronter la redoutable Madame Odius aux pouvoirs maléfiques. Après une petite apparition de Sledge et de son équipage, Badonna, une de ses détenus, s'allie à Odius, ainsi que Cosmo. Retour des combats entre les Guerriers Galactiques et l'équipe des Power Rangers Super Ninja Steel !!!

## Distribution

### Rangers Ninja Steel
| Acteurs          | Rôles                      | Rangers                  | Armes                                                                                       | Véhicules       | Armures                                                       | Zords                                                 |
| ---------------- | -------------------------- | ------------------------ | ------------------------------------------------------------------------------------------- | --------------- | ------------------------------------------------------------- | ----------------------------------------------------- |
| William Shewfelt | Brody Romero               | Ranger Ninja Steel rouge | Ninja Morpher de Combat, Étoile de Pouvoir Ninja rouge, Sabre Étoile Ninja, Blaster Ninja   | Moto Méga Morph | Armure du Lion de feu, Mode Super Ninja Steel                 | Zord Robot rouge, Zord Lion de feu, Zord Faucon       |
| Peter Sudarso    | Preston Tien               | Ranger Ninja Steel bleu  | Ninja Morpher de Combat, Étoile de Pouvoir Ninja bleu, Sabre Étoile Ninja, Blaster Ninja    | Moto Méga Morph | Mode Super Ninja Steel, Armure du Lion de feu                 | Zord Dragon, Zord Serpent                             |
| Nico Greetham    | Calvin Maxwell             | Ranger Ninja Steel jaune | Ninja Morpher de Combat, Étoile de Pouvoir Ninja jaune, Sabre Étoile Ninja, Blaster Ninja   | Moto Méga Morph | Mode Super Ninja Steel, Armure du Lion de feu                 | Zord Nitro, Zord Tortue                               |
| Zoë Robins       | Hayley Foster              | Ranger Ninja Steel blanc | Ninja Morpher de Combat, Étoile de Pouvoir Ninja blanche, Sabre Étoile Ninja, Blaster Ninja | Moto Méga Morph | Mode Super Ninja Steel                                        | Zord Kodiak, Zord Tigre                               |
| Chrysti Ane      | Sarah Thompson             | Ranger Ninja Steel rose  | Ninja Morpher de Combat, Étoile de Pouvoir Ninja rose, Sabre Étoile Ninja, Blaster Ninja    | Moto Méga Morph | Mode Super Ninja Steel                                        | Zord sonique, Zord Panda                              |
| Jordi Webber     | Levi Weston / Aiden Romero | Ranger Ninja Steel doré  | Ninja Morpher de Combat doré, Étoile de Pouvoir Ninja dorée, Guitare Rock-Éclair            | Moto Méga Morph | Mode Super Ninja Steel, Armure du Lion de feu, Mode Superstar | Zord Ninja Taureau, Zord Robot Cavalier, Zord Piranha |

### Amis

#### L'Atelier
- Redbot (Byron Coll/Kohji Mimura) : Quand Mick revient sur Terre, il apprend en même temps que les Rangers que Madame Odius et Cosmo Royale ont survécu et reformer les Guerriers Galactiques. Dans l'épisode 19, il prévient les Rangers qu'Odius diffuse son émission dans le monde entier et de ne surtout pas la regarder sinon ils tomberont sous l'emprise d'Odius. Dans l'épisode 20, il tente de s'enfuir de la base des Rangers avec le Super Acier Ninja, mais est intercepté par Odius ses 4 Déboulautomats et Mick et finit assommé. Il se remet en route quand Brody, Lévi et Preston arrivent à la base. Quand Sarah et Hayley préviennent leurs amis qu'elles sont sur le Bagarre au Drôme pour libérer Calvin, Redbot leur explique comment fonctionne la machine à contrôler les esprits d'Odius : elle envoie un rayon par satellite qui jette un sort transmis par les antennes paraboliques, et leur dit de détruire les antennes pour arrêter l'émission du signal et libérer les gens. Il les prévient aussi que le Vaisseau possède des capteurs qui les repéreront si elles se transforment. Après la mort d'Odius, il assiste avec Mick et les Rangers au départ du Prisme Nexus, avec l’Étoile Nexus originelle, maintenant que Galvanax et Odius sont morts.
- Mick Kanic[4] (Kelson Henderson) : Mick revient sur Terre où il est accueilli chaleureusement par les Rangers, il les informe grâce à un enregistrement que Madame Odius et Cosmo Royale ont survécu et reformé les Guerriers Galactiques. Dans l'épisode 18, se faisant surprendre, Mick est capturé par Tynamon qui utilise la nouvelle invention d'Odius pour contrôler son esprit. Il réussit à berner les Rangers et Redbot, en leur faisant croire que ses parents sont malades et qu'il doit partir pour la Galaxie du Lion. Il réapparaît dans la salle du trône d'Odius, et lui explique ainsi qu'à Badonna qu'il peut créer un satellite qui diffusera les rayons à contrôler les esprits sur la Terre entière et part le construire. Dans l'épisode 19, Mick a terminé la construction du satellite qu'Odius compte utiliser pour son plan ultime. Plus tard, après la mort de Brax, Odius ordonne à Mick de lancer la retransmission de son « émission » et il s'exécute, permettant à Odius de prendre le contrôle de tous les habitants de Summer Cove, incluant Calvin, le Ranger jaune (ainsi que du monde entier). Il est revu sur Terre avec Odius, il s'agenouille devant elle, sans savoir que les Rangers les observent et comprennent qu'il est avec Odius depuis son soi-disant départ pour la Galaxie du Lion. Mick et Odius sont ensuite accueillis par Badonna devant le Lycée de Summer Cove. Dans l'épisode 20, Odius ordonne à Mick de lui montrer la base des Rangers dans le Lycée et de prendre le Super Acier Ninja pour lui forger une Super Étoile Nexus, alors que Redbot allait s'enfuir avec. Peu après qu'Odius ait installé le Prisme Nexus a un autre endroit et utilisé sa magie pour le corrompre et faire le Mal, elle ordonne à Mick de lancer son Étoile dedans. Alors qu'ils regardent le combat entre Dane Romero et 3 des Rangers, Hayley coupe le signal d'Odius le libérant ainsi que Calvin, Dane et le reste du monde. Il se met à l'abri avec Dane après qu'Odius ait fusionné avec sa Super Étoile Nexus. Il assiste avec les Rangers et Redbot au départ du Prisme Nexus, avec l’Étoile Nexus originelle, maintenant que Galvanax et Odius sont morts. Mais cette fois, il reste sur Terre avec eux, et communiquera avec ses parents via la liaison satellite qu'il a mis en place.

#### Summer Cove
- Dane Romero (Mike Edwards) : Dane retourne plus tard à la vie normale en mettant son trophée qui contenait autrefois l'Acier Ninja à l'école, puis en offrant à ses deux fils une bonne chance pour leurs jours d'école avant de rentrer à la maison. Dans l'épisode 19, Dane est vu emmenant Brody et Levi au Lycée lors d'une audition pour une émission de télévision, sans savoir qu'il s'agit du plan ultime de Madame Odius. Dans l'épisode 20, on découvre que Dane est sous l'emprise d'Odius et il s'apprête à tuer Preston ainsi que ses deux fils. Au moment où il va réussir, Hayley coupe le signal d'Odius le libérant ainsi que Calvin, Mick et le reste du monde. Brody lui dit de se mettre à l'abri avec Mick, après qu'Odius ait fusionné avec sa super Étoile Nexus. Il souhaite bonne chance aux Rangers et s'en va avec Mick. Il est réuni hors de l'écran avec ses fils après la mort d'Odius.
- Monty (Caleb Bendit) etVictor Vincent (Chris Reid) : À la suite de leur interview après la mort de Galvanax et la défaite des Guerriers Galactiques, Victor et Monty essaient de vendre leur produit pour faire fuir les monstres mais finalement ils n'ont pas beaucoup de succès. Dans l'épisode 19, Victor et Monty sont kidnappés et emmenés à nouveau sur le Bagarre au Drôme, mais cette fois ils sont forcés par Cosmo et Badonna de faire un numéro de clown diffusé dans le monde entier. Odius utilise le satellite que Mick lui a construit pour lancer son plan ultime et diffuse ses ondes hypnotiques, à travers le numéro de Victor et Monty, prenant le contrôle de tous les habitants de Summer Cove, incluant Calvin, le Ranger jaune (ainsi que du monde entier). Dans l'épisode 20, Victor et Monty continuent d'esquiver les masses d'armes, faisant rire Cosmo ses Déboulautomats et son public. Ils veulent s'enfuir de la scène mais Cosmo les arrête avec 2 Déboulautomats. Ils le supplient d'arrêter, alors il leur propose un numéro de jonglage. Victor dit que ça devrait être plus facile et ils y retournent. Cosmo les prévient alors que s'ils font tomber les balles, elles exploseront Monty s'en aperçoit quand il en fait tomber une sur un Déboulautomat. Lorsque les 3 Déboulautomats qui les surveillent s'en vont à la suite de l'attaque de Sarah sur leurs camarades, Victor et Monty glissent les balles dans leurs poches et se sauvent, faisant enrager le public de Cosmo. Ils tombent sur Sarah, Hayley et Calvin et les gens emmenés sur le Bagarre au Drôme. Pour protéger leurs identités de Rangers, Hayley, Sarah et Calvin les convainc d'être des héros comme les Power Rangers, de téléporter tous les Prisonniers sur Terre et que l'humanité tout entière compte sur eux. Victor et Monty deviennent donc des héros et prennent les Rebelles en charge, Monty leur disant qu'il saura se servir de la machine à téléporter. Après avoir renvoyé tous les Prisonniers sur Terre, ils s'apprêtent à se téléporter mais sont interceptés par Cosmo et Badonna. Ils sont furieux qu'ils aient libéré les soldats d'Odius alors qu'ils étaient censés faire du jonglage et pas organiser une rébellion. Ils se souviennent alors des balles explosives qu'ils ont toujours et en affichant un sourire satisfait pour tout ce qu'ils l'auront fait ils leur disent : « Boom et bon voyage... » (Victor) « Attrapez ! »  (Monty) puis ils se téléportent alors que Cosmo, Badonna et une grande partie des Guerriers Galactiques sont détruits et que le Bagarre au Drôme est renvoyé une fois de plus dans l'espace. Après la mort d'Odius, ils sont accueillis cette fois en véritables héros par leurs camarades, les Rangers en civils et Mick. Le maire de Summer Cove les félicite et leur remet le Trophée de Summer Cove, pour avoir renvoyé des centaines de citoyens sur Terre et pour héroïsme extraordinaire, permettant à Victor d'avoir son 50e trophée qu'il partage avec Monty.
- Shériff de l’Espace Skyfire : Skyfire apparaît dans l'épisode 14. Il arrive sur le plateau du Bagarre au Drôme pour arrêter Blammo, le nouveau concurrent des Guerriers Galactiques, pour avoir provoqué 73 explosions illégales. Il l'emmène malgré les protestations de Cosmo. Alors qu'il part avec son prisonnier, il tombe sur Madame Odius et Badonna. Odius fait croire à Skyfire, que les Rangers lui ont volé le Prisme Nexus et Badonna appuie son témoignage. Skyfire décide d'aider Odius en allant s'occuper des Rangers, et lui demande de s'occuper de Blammo le temps qu'il revienne, puis effectue un saut spatio-temporel sans se douter qu'Odius l'a en fait manipulé pour détruire les Rangers. Arrivant sur Terre, Skyfire confronte les Rangers en leur disant qu'ils vont payer pour ce qu'ils ont fait à Madame Odius et les Rangers le combattent croyant qu'il travaille pour elle. Mais après avoir dévié un tir de Brody, Skyfire met involontairement une vieille dame en danger mais Brody la sauve. Les Rangers apprennent que Skyfire est un shériff qui défend le Bien, et ce dernier que les Rangers ne veulent pas faire le Mal. Il leur avoue qu'Odius lui a dit qu'ils lui avaient volé son Prisme Nexus, mais les Rangers lui expliquent que le Prisme n'a jamais été à elle, qu'elle veut s'en servir pour faire le Mal et qu'elle a déjà envoyé plusieurs monstres contre eux. Skyfire réalise qu'Odius lui a menti la traitant d'horrible sorcière, il demande aux Rangers de lui faire un rapport complet et ces derniers retournent à leur base avec lui, à l'exception d'Hayley devant régler un problème, sans se douter que grâce à une Caméra Mouche Odius et Badonna ont tout entendu. Odius envoie donc Blammo pour réduire en cendres, les Rangers et Skyfire. Ce dernier remerciant les Rangers pour leur rapport remarque le problème d'Hayley avec Clint, l'agent de sécurité du Lycée de Summer Cove. Il lui fait comprendre ainsi qu'aux autres Rangers, que beaucoup de gens enfreignent les règles sans s'en rendre compte et que ça complique la tâche des gens comme lui ou comme Clint qui essaient de les aider. Skyfire ajoute qu'Hayley doit se mettre à sa place pour comprendre ce qu'il ressent. Hayley le remercie puis Skyfire dit qu'il doit retrouver Blammo pour le livrer à la justice et montre aux Rangers son avis de recherche. En le voyant Hayley reconnaît la bombe de Blammo, et après l'avoir retrouvée la lance sous Terre où elle explose sauvant la vie de Clint. Les Rangers et Skyfire combattent ensuite Blammo revenu sur Terre, furieux que son plan ait échoué. Refusant de se rendre et de retourner en prison, Blammo est mis à terre par Skyfire et Brody le détruit avec l'armure du Lion de feu et l'épée de Skyfire. Cosmo le gigantifie et Blammo est finalement détruit par le Mégazord Lumière Ninja. Après la victoire des Rangers, Skyfire leur dit qu'il va faire un rapport à ses Supérieurs et attendre leurs ordres. Il leur demande s'ils peuvent se charger d'Odius, ces derniers lui répondent oui et qu'il peut compter sur eux. Hayley le remercie pour tous ses conseils, Skyfire dit à bientôt aux Rangers et repart en faisant un saut spatio-temporel.

#### Rangers légendaires
Des Power Rangers légendaires (des saisons précédentes) apparaissent dans l'épisode 10 (L'Attaque de Draven) spécial anniversaire pour les 25 ans de la franchise Power Rangers. Yoshi Sudarso (Koda alias le Dino Charge Ranger bleu) sera aussi présent dans l’épisode spécial Noël, ainsi que Jason Faunt (Wesley « Wes » Collins, le Ranger Force du temps rouge) mais sous forme d'hologramme.
| Saisons           | Acteurs              | Rôles                                | Rangers                             |
| ----------------- | -------------------- | ------------------------------------ | ----------------------------------- |
| Mighty Morphin    | Jason David Frank    | Dr. Thomas « Tommy » Oliver          | Ranger vert                         |
| Mighty Morphin    | Jason David Frank    | Dr. Thomas « Tommy » Oliver          | Ranger blanc                        |
| Zeo               | Jason David Frank    | Dr. Thomas « Tommy » Oliver          | Zeo Ranger V rouge                  |
| Dino Tonnerre     | Jason David Frank    | Dr. Thomas « Tommy » Oliver          | Ranger Dino Tonnerre noir           |
| Mighty Morphin    | Steve Cardenas       | Rocco « Rocky » DeSantos             | Ranger rouge (II)                   |
| Turbo             | Catherine Sutherland | Katherine « Kat » Hillard-Oliver     | Turbo Ranger rose (I)               |
| Dans l'espace     | Selwyn Ward          | Théodore Jay « T.J. » Jarvis Johnson | Ranger de l'Espace bleu             |
| La Force du temps | Jason Faunt          | Wesley « Wes » Collins               | Ranger Time Force rouge (II)        |
| Dino Tonnerre     | Jeffrey Parazzo      | Trent Fernandez-Mercer               | Ranger Dino Tonnerre blanc          |
| RPM               | Li Ming Hu           | Gemma                                | Ranger Opérateur de la série argent |
| Samurai           | Steven Skyler        | Antonio Garcia                       | Ranger Samouraï doré                |
| Megaforce         | Ciara Hanna          | Gia Moran                            | Ranger Megaforce jaune              |
| Dino Charge       | Yoshi Sudarso        | Koda                                 | Ranger Dino Charge bleu             |

### Ennemis

#### Les Guerriers galactiques
- Madame Odius : Madame Odius est la nouvelle ennemie principale des Power Ranger Ninja Steel. Elle a pris la place de Galvanax après sa mort contre les Rangers Ninja Steel, lui avouant au passage que depuis le début elle le trahissait. Dans l'épisode 1, Madame Odius a survécu dans les décombres du Bagarre au Drôme, accompagnée de Cosmo et de quelques Déboulautomats elle forme une alliance avec Sledge et Wrench pour réparer le Bagarre au Drôme en échange de l’astéroïde qui l'a endommagé. Quand Badonna lui demande si elle peut venir avec elle en échange de sa loyauté et de son dévouement, Odius dit que tout son équipage lui est loyal et dévoué et lui demande ce qu'elle a de plus qu'eux. Badonna lui parle alors du Super Acier Ninja puis lorsqu'elle le lui apporte après le départ de Sledge et de son équipage, Odius la libère et la prend comme général puis comme sa seconde. Elle démarre avec Cosmo la nouvelle saison des Guerriers Galactiques, en essayant de créer des Étoiles de Pouvoir maléfiques et en envoyant Smellephant détruire les Rangers. Mais les Rangers réussissent à faire échouer son plan, retrouvent leurs pouvoirs puis détruisent Smellephant, ainsi que les autres monstres qu'elle envoie dans les épisodes suivants. Dans l'épisode 5, Odius est ravie que Badonna ait engagé les Ninjas Galactiques pour détruire les Rangers, clamant que seul un ninja peut venir à bout d'un autre ninja. Dans l'épisode 6, Odius récupère discrètement le médaillon de Wolvermean qui a été vaincu par les Rangers mais a réussi à survivre. Dans l'épisode 7, après la mort de Speedwing, elle récupère son médaillon. On apprend aussi que Madame Odius complote avec Badonna au sujet d'un plan secret qu'elle a démarré depuis qu'elle possède les médaillons de Wolvermean et Speedwing, et qu'elle pourra mettre en pratique quand les 2 autres Ninjas Galactiques seront vaincus. Badonna ajoute qu'une fois ce plan activé, les Rangers seront détruits puis les deux méchantes éclatent de rire. Dans l'épisode 8, elle récupère le troisième médaillon après la mort de Rygore. Elle est rejointe par Badonna, Venoma et 4 Foxbots. Quand Odius demande à Venoma son médaillon pour compléter sa collection, cette dernière est surprise. Mais Badonna lui dit de ne pas questionner Madame Odius et de travailler avec elles ou elle sera détruite, puis elle prend son médaillon et le donne à sa maîtresse. Quand Venoma demande pourquoi elle a besoin de son médaillon, Odius lui répond que les 4 médaillons sont essentiels mais aussi ses Foxbots. Elle utilise sa magie pour les transformer en son Mégazord,Foxatron. Dans le Bagarre au Drôme, Badonna gigantifie Foxatron et Odius se lance dans la bataille. Badonna et Venoma regardent leur maîtresse pulvériser les 3 Mégazords des Rangers et dire : « Fin du combat. Défaite des Ninjas. » Mais au moment de les achever, Foxatron est en perte de puissance et s'arrête. Furieuse, Madame Odius menace Venoma de la détruire si elle ne lui dit pas ce qui cloche avec les médaillons. Venoma répond qu'ils ont juste besoin d'être rechargés. Quand Odius lui demande combien de temps cela va prendre, Venoma lui dit que demain à la même heure, elle aura assez de puissance pour éliminer les Rangers une fois pour toutes. Les trois méchantes éclatent de rire et retournent sur le Bagarre au Drôme, sans savoir que les Rangers ont tout entendu. Dans l'épisode 9, Odius félicite Badonna car les médaillons sont presque rechargés et Foxatron pourra anéantir les Rangers. Quand Wolvermean apprend par Venoma qu'elle utilise les Médaillons des Ninjas Galactiques pour augmenter la puissance de son Foxatron, il veut récupérer le sien. Cependant, Badonna l'en empêche et Odius lui répond que dans deux heures Foxatron sera rechargé, et que s'il réussit à vaincre les Rangers avant il pourra récupérer son médaillon. Wolvermean dit qu'il doit y avoir un piège et Odius ajoute qu'en cas d'échec, il sera comme eux détruit par Foxatron. Elle rigole et lui souhaite bonne chance. Quand les médaillons sont rechargés, Odius descend sur Terre avec Foxatron et poignarde Wolvermean dans le dos, le détruisant, choquant les Rangers au passage, clamant qu'il a laissé passer sa chance et que c'est à elle de jouer. Puis elle affronte le nouveau Mégazord des Rangers, le Mégazord Lumière Ninja. Au terme d'un féroce combat, Foxatron est détruit avec les 4 médaillons et Odius est blessée au visage. Elle clame que sa vengeance sera dévastatrice puis se replie avec Badonna sur le Bagarre au Drôme. Dans l'épisode 10, Odius s'allie à Draven en lui fournissant des Kudabots et des Déboulautomats pour qu'il ait assez de temps pour détruire tous les Rangers en envahissant toutes les dimensions avec son armée de Rangers clonés, puis en lui créant les 3 Méga-Flèches nécessaires pour détruire le Multivers. Mais finalement, l'armée de Robots Rangers est détruite, Odius ordonne à un Kudabot de gigantifier Draven qui sera détruit par Tommy Oliver qui lui renvoie sa troisième flèche en plein cœur avec son Zord Faucon. Dans l'épisode 11, Odius décide d'utiliser le pouvoir de Venoma le jour de la Saint Valentin sur les Rangers. Quand cette dernière lui demande si c'est une obligation, elle lui dit qu'elle a dû détruire son maître, (Wolvermean), après qu'il l'a déçue et si elle préfère subir le même sort. Venoma accepte tout en lui demandant si elle la laissera repartir avec son médaillon, une fois les Étoiles de Pouvoir acquises. Tout en lui rendant son médaillon qui a échappé à la destruction, elle ajoute que si elle réussit sa mission, elle sera libre. Venoma part donc rétablir la réputation des Guerriers Galactiques, et venger ses camarades. Venoma et son médaillon seront détruits par le Mégazord Lumière Ninja, marquant la fin des Ninjas Galactiques. Dans l'épisode 13, Odius souhaite la bienvenue au général Tynamon et lui demande si son célèbre combattant Brax est prêt à en découdre. Tynamon lui répond que oui et que grâce à lui, ils en finiront avec les Rangers. Odius dit à Badonna que leurs invités vont séjourner quelque temps et de bien s'occuper d'eux avant de partir. Elle réapparaît demandant à Tynamon s'il a retrouvé les Rangers, il lui répond pas encore mais que toutes les Caméras Mouches fouillent la ville, Odius satisfaite, déclare qu'ils ne pourront pas rester cachés bien longtemps. Tynamon précise que Brax se tient prêt, ce dernier ajoute qu'une fois qu'ils réapparaîtront il se téléportera pour leur régler leur compte. Quand Tynamon retrouve enfin les Rangers, Brax part affronter les Rangers sous les yeux de Madame Odius, Badonna et Tynamon. Dans l'épisode 14, Odius fait croire à Skyfire, que les Rangers lui ont volé le Prisme Nexus et Badonna appuie son témoignage. Skyfire décide d'aider Odius en allant s'occuper des Rangers, et lui demande de s'occuper de Blammo le temps qu'il revienne, puis effectue un saut spatio-temporel sans se douter qu'Odius l'a en fait manipulé pour détruire les Rangers. Grâce à une Caméra Mouche, Odius et Badonna apprennent que Skyfire a découvert qu'elles lui avaient menti et qu'il s'était rallié aux Rangers. Odius décide d'envoyer Blammo pour réduire en cendres les Rangers et Skyfire. Mais Blammo sera détruit par le Mégazord Lumière Ninja. Dans l'épisode 15, Madame Odius est furieuse contre Typeface, car il avait les armes des Rangers juste sous son nez, et qu'il ne les a pas infectés avec son virus informatique. Elle ordonne à Badonna d'accompagner cet incapable pour qu'il infecte les armes des Rangers. Le plan fonctionne et les Rangers sont privés de leurs armes pendant un temps. Mais lorsqu'Emma Harris, une admiratrice des Rangers, détruit le virus ces derniers retrouvent leurs armes et détruisent Typeface. Dans l'épisode 16, Odius est furieuse et déclare à Badonna et Brax qu'envoyer Voltipede combattre les Rangers était une perte de temps. Mais Tynamon arrive pour lui dire pas tout à fait et ajoute que les Rangers ont perdu quelque chose pendant l'un de leurs affrontements et que maintenant c’est à eux. Elle reconnaît l’Étoile Fusion Ninja des Rangers, et il lui confirme que c'est bien elle. Odius félicite Tynamon et ajoute qu'avec cette étoile en leur possession, les Rangers sont condamnés à perdre et les 4 méchants éclatent de rire. Dans l'épisode 17, Tynamon explique son plan à Odius et Badonna. Cette dernière réplique que ça ne marchera jamais, Tynamon dit qu'elle est jalouse. Odius est très impressionnée et dit que c'est une idée de génie, ce qui ravit Tynamon. Mais elle ajoute que Badonna a raison, et explique à son général que chaque Étoile obéit uniquement à la voix de son propriétaire, et qu'il devrait le savoir. Puis elle conseille à Tynamon de ne pas se décourager, et lui rappelle leur marché : s'il lui apporte ce qu'elle veut, elle ne trahira pas son « petit secret ». Mais au terme d'un féroce combat, le plan de Tynamon échoue et les Rangers récupèrent leur Étoile Fusion Ninja. Dans l'épisode 18, Tynamon entre furieux dans la salle du trône d'Odius avec Brax. Il dit qu'il en a assez, et lui demande de respecter sa part du marché. Mais cette dernière lui répond qu'il n'est pas en position d'exiger quoique soit et utilise son marteau sur Tynamon, révélant son secret : qu'il est un monstre minuscule dans le corps d'un robot. Il la supplie d'arrêter, mais Odius ricane et le projette sur la console de navigation, se moquant de lui avec Badonna. Tynamon fait ses excuses à Odius, puis lui rappelle qu'elle avait promis de le faire grandir et qu'il ne peut plus vivre dans le corps de son robot. Odius lui dit alors de lui prouver qu'il mérite de grandir, elle lui demande de lui ramener Mick et lui promet de le gigantifier. Quand Tynamon lui demande comment elle veut qu'il fasse, Odius lui montre sa nouvelle arme et utilise son marteau pour la rétrécir à sa taille. Tynamon déclare qu'elle lui plaît et Odius lui ordonne de capturer Mick. Le lendemain, elle réapparaît sur Terre avec Tynamon. Quand il lui demande en quoi consiste son plan ultime, Odius lui répond qu'elle préfère garder la surprise. Puis elle déclare que l'acier ninja sera bientôt en sa possession, tout comme le Prisme Nexus et ensuite l'univers tout entier. Tynamon lui demande ce qu'elle fait de leur marché, lui ayant promis de le faire grandir pour qu'il puisse enfin quitter le corps de son robot. Odius lui demande une dernière petite chose : détruire les Power Rangers et se téléporte au moment où ils arrivent. Lorsque le secret de Tynamon est révélé aux Rangers, il demande à Odius de le gigantifier. Elle finit par céder et ordonne à Cosmo de le gigantifier. Mais Tynamon sera détruit par l'Ultrazord Ninja. À la fin de l'épisode, on revoit Odius avec Badonna dans sa salle du trône. Elle n'est nullement attristée par la mort de son général, et demande qui s'intéresse à la disparition de ce petit idiot de Tynamon. Elle déclare que maintenant qu'elle sait que son rayon fonctionne, elle peut passer à la première phase de son plan ultime. Badonna lui fait remarquer que son rayon ne peut toucher qu'une seule personne à la fois, et lui demande si elle peut agrandir son champ d'action, Odius répond qu'elle ne sait pas comment faire mais que Mick le sait. Elle clame qu'elle est heureuse de le revoir et lui demande d'expliquer à Badonna comment il compte les aider. Ce dernier répond qu'il peut créer un satellite qui diffusera ces rayons sur la Terre entière. Odius dit à sa seconde que sa machine à contrôler les esprits fonctionne parfaitement, Badonna lui répond que c'est une vraie réussite, et emmène Mick construire son satellite. Odius déclare que toutes les pièces du puzzle vont se mettre en place. Puis elle souhaite de beaux rêves aux Power Rangers, car ce sera leur dernière nuit paisible et rigole. Dans l'épisode 19, Odius demande à Badonna si Mick a terminé, elle lui répond presque et ajoute que dans quelques heures elle pourra contrôler l'esprit des terriens avec l'antenne parabolique de Mick. Satisfaite, elle ajoute qu'elle a hâte que tous ces misérables tombent sous son emprise. Peu après, Brax arrive et supplie Odius de lui donner une seconde chance avec les Rangers. Badonna est très impressionnée par son courage, mais Odius lui répond qu'il n'aura plus besoin de combattre les Rangers, car ils seront trop occupés à regarder la télévision. Quand Mick lui demande pourquoi les humains voudraient regarder des monstres à la télévision, elle le rassure en disant que ce ne seront pas des monstres qui apparaîtront à l'écran mais des humains, dès qu'ils en auront capturé quelques spécimens, et rigole. Elle envoie son dernier monstre, Gorrox pour cette mission. Elle réussit à s'emparer de Victor et Monty, malgré la mort de Gorrox et de Brax causée par les Rangers. Lorsque Badonna prévient Odius qu'ils sont prêts et que ces misérables terriens devraient être fascinés par ce numéro de clowns, elle est ravie. Elle déclare que tous ceux qui seront devant leurs écrans tomberont sous son emprise, puis ordonne à Mick de lancer la retransmission vers la Terre et il s'exécute. Elle prend ainsi le contrôle du monde entier incluant Calvin, (s'emparant d'une Étoile de Pouvoir au passage). Odius arrive ensuite triomphante au Lycée de Summer Cove avec Mick s'agenouillant devant elle, Odius ignore que les Rangers les observent et comprennent qu'il est avec elle depuis son soi-disant départ pour la Galaxie du Lion. Odius est accueillie par Badonna et dit que leur plan semble fonctionner à la perfection. Elle ordonne ensuite à sa seconde, de téléporter les habitants de Summer Cove sur le Vaisseau. Elle déclare qu'une fois qu'elles se seront débarrassées des Rangers, les humains deviendront les soldats qui l'aideront à conquérir l'Univers. Elle ajoute que la première phase de son plan étant terminée, elles vont pouvoir passer à la seconde. Dans l'épisode 20, après que Badonna soit partie pour conduire les humains hypnotisés au Bagarre au Drôme, Odius demande à Mick de la conduire à la base des Rangers, sachant qu'elle se trouve dans le Lycée. Elle y fait irruption avec Mick et 4 de ses Déboulautomats, au moment où Redbot allait s'enfuir avec le Super Acier Ninja, clamant qu'ils arrivent juste à temps et rigole. Elle ordonne à Mick de récupérer le Super Acier Ninja et de mettre la Forge en route, pour forger quelque chose de très spécial. Après avoir découvert que le Prisme Nexus était dans la base des Rangers pendant tout ce temps, Odius décide de l'emporter et de lui trouver une nouvelle place. Odius est ravie quand Mick finit de forger l’Étoile qu'elle lui a demandé, et proclame que grâce à cette Étoile, rien ne pourra l'arrêter. Entendant le bruit d'un morpher, elle comprend que les Rangers sont là, elle utilise son marteau pour lancer une attaque, assommant Brody, Lévi et Preston et en profite pour partir avec ses soldats et le Prisme. Après avoir trouvé l'endroit qui lui convenait pour le Prisme, Odius déclare qu'il est grand temps de se servir de sa puissance pour faire le Mal et utilise son marteau pour le corrompre. Elle proclame qu'elle attend ce moment depuis plus de 1000 ans, et qu'elle va enfin atteindre son objectif : lever une armée et contrôler les pouvoirs légendaires du Prisme Nexus. Elle ajoute qu’elle va devenir plus puissante que tous les Rangers réunis et qu'elle va pouvoir conquérir l'univers tout entier. Elle ordonne à Mick de lancer son Étoile à l'intérieur du Prisme et déclare que sa Super Étoile Nexus sera bientôt terminée. Lorsqu'elle aperçoit Dane Romero essayant de tuer 3 des Rangers, elle dit que ça va les distraire un peu, pendant que le Prisme termine son travail. Quand Mick se sauve en la voyant, Odius réalise que son signal a été coupé. Brody lui conseille de se rendre car ils sont plus nombreux, mais elle lui conseille de ne pas parler trop vite et révèle que constituer une armée n'était qu'une partie de son plan. A ce moment, le Prisme finit son travail et Odius déclare que grâce à son Étoile, elle va les détruire et ricane. Les 3 Rangers lui tirent dessus mais la Super Étoile forme un bouclier qui protège Odius et ses Déboulautomats. Elle conseille aux Rangers d'abandonner, puis elle ajoute qu'elle va bientôt ne faire qu'une avec la Super Étoile Nexus, et qu'elle aura accès à un pouvoir totalement illimité et ricane pendant que la fusion se produit. Même avec l'arrivée des 3 autres Rangers, Odius achève sa fusion avec sa Super Étoile, et provoque une gigantesque explosion qui détruit ses 4 Déboulautomats et envoie les Rangers valser. Elle réapparaît sous une super forme avec son marteau maintenant transformé en épée. Fière de sa transformation, Odius déclare aux Rangers qu'ils vont le regretter s'ils essaient de lui résister, mais ces derniers n'étant pas impressionnés se transforment et lui font face. Elle leur dit que leurs pouvoirs de Ranger ne seront pas suffisants pour l'arrêter, que le grand jour est enfin arrivé et qu'elle va tous les détruire. Brody lui répond qu'elle peut toujours essayer mais qu'elle n'y arrivera pas, Odius proclame qu'ils ont peut-être réussi à battre tous ses monstres ainsi que le puissant Galvanax mais qu’aucun d'eux ne pouvait rivaliser avec ses nouveaux pouvoirs puis lance une attaque qui met les Rangers à terre. Alors que les Rangers s'enfuient afin d'élaborer un plan pour la battre, Odius leur crie qu'ils peuvent se sauver mais qu'ils ne pourront pas se cacher et se lance à leur poursuite. Elle les retrouve peu après et clame que leur heure a sonné et qu'elle va les détruire une bonne fois pour toutes. Elle est convaincue qu'elle va les battre, mais les Rangers, (ayant fusionner leurs 6 Étoiles de Pouvoir), maintenant emplis de l’Énergie Nexus contrent non seulement ses attaques mais réussissent à la mettre à terre. Surprise, Odius dit que c'est impossible et qu'elle ne devrait pas avoir autant de mal à les battre, Brody lui demande si elle a déjà entendu parler du Pouvoir Nexus, elle n'en revient pas et clame que c'est impossible. Les Rangers lancent leur nouvelle attaque fatale : Le Souffle Nexus Ultime mais Odius contre-attaque avec sa Frappe du Nexus Obscur. Une nouvelle fois, Brody lui dit : « Abandonne le combat, Odius, c'est ta dernière chance ». Cette dernière lui répond : « Je ne me rendrais jamais ». Après un face-à-face explosif, les Rangers Ninjas Nexus lui lancent leur autre attaque fatale : La Frappe d'Acier, qui détruit Odius, sa Super Étoile Nexus et son marteau-épée. Peu avant de mourir, Odius recouvre son ancienne apparence, avec sa cicatrice au visage, et maudit les Rangers avant d'exploser. Ses derniers mots sont : « Non. Soyez maudits les Rangers ».
- Foxatron : Foxatron est le Mégazord de Madame Odius. Créé dans l'épisode 8, avec 4 Foxbots et la magie d'Odius, Foxatron est gigantifié par Badonna. Il est rendu plus fort quand Odius lui ajoute les 4 médaillons des Ninjas Galactiques, et grâce à lui elle pulvérise les 3 Mégazords des Rangers. Mais au moment de les achever, Foxatron est en perte de puissance et s'arrête. Dans l'épisode 9, Foxatron est vu sur le Bagarre au Drôme en attendant que les médaillons soient rechargés. Quand ils sont rechargés, Odius descend sur Terre avec Foxatron et poignarde Wolvermean dans le dos, le détruisant, avant d'affronter le nouveau Mégazord des Rangers, le Mégazord Lumière Ninja. Au terme d'un féroce combat, Foxatron est détruit avec les 4 médaillons et Odius est blessée au visage.
- Cosmo Royale : Cosmo a survécu à l'impact de l’astéroïde sur le Bagarre au Drôme, et travaille maintenant pour Madame Odius. Il est présent lorsqu'elle rencontre Sledge, Wrench et son équipage puis quand elle forme une alliance avec eux, dans l'épisode 1. Il réapparaît quand Odius lui dit qu'il est temps pour les Guerriers Galactiques de revenir sur le devant de la scène, ce dernier est ravi. Il continue de gigantifier les monstres qu'Odius envoie contre les Rangers et l'aide dans ses plans. Dans l'épisode 13, Cosmo dit que Brax était une légende dans plus de douze systèmes solaires et que maintenant, allongé sur un brancard après sa « défaite » face aux Rangers, il ne pourrait même pas lutter contre un rhume. Mais Brax se relève de son brancard et lui fait peur, révélant à Cosmo ainsi qu'à son public que lui et les Rangers sont tombés dans le panneau, et que cela faisait partie du plan mis au point par Tynamon : si les Rangers pensent qu'il ne fait pas le poids, ils baisseront la garde et il pourra leur régler leur compte. Après la mort de Brax de la main des Rangers, Cosmo dit qu'il a encore échoué et s'apprête à envoyer un Crânigator mais Badonna le pousse et gigantifie Brax. Elle a le temps d'envoyer 4 Crânigators pour l'aider avant d'être arrêtée par Cosmo. Les 4 Crânigators seront détruits par 3 combinaisons de Mégazords. Dans l'épisode 17, lorsque Tynamon met son plan en action, Cosmo lui envoie 6 Crânigators pour l'épauler. Tynamon utilise l’Étoile Fusion Ninja des Rangers avec le maillet de Madame Odius, ainsi que la voix de Levi pour les fusionner et créer Compressator. Après que le plan de Tynamon ait tourné au fiasco, et qu'il se soit enfui après avoir été battu et perdu l’Étoile Fusion, Cosmo déclare que Tynamon est un gros loser et demande à son public si Compressator mérite une deuxième chance. Devant un oui unanime, Cosmo le gigantifie mais Compressator est détruit par l'Ultrazord Lumière Ninja. Dans l'épisode 18, Cosmo est vu avec Odius. Ayant appris le secret de Tynamon, il demande à sa maîtresse s'il a une chance de vaincre les Rangers en étant aussi petit, Odius finit par céder et lui ordonne de le gigantifier. Cosmo est ravi et le gigantifie mais Tynamon est détruit par l'Ultrazord Ninja. Dans l'épisode 19, Cosmo gigantifie Gorrox et Brax mais ils sont détruits par les Rangers. Après leurs morts, il annonce la surprise à son public : les deux minables clowns (Victor et Monty) venus tout droit de la misérable planète Terre. Il dit à ces derniers que s'ils ne vont pas sur le ring, il ordonnera aux Déboulautomats de s'occuper d'eux et rigole. Victor et Monty sont obligés d'accepter, et Cosmo leur donne les marteaux en plastique avec lesquels ils se taperont dessus pour le plus grand bonheur de son public, puis se moque d'eux avec Badonna quand elle leur souhaite bonne chance et que lui ajoute : « Amusez-nous bien » et rigole à nouveau. Devant les hurlements de la foule, Cosmo déclare qu'ils sont nuls et qu'il va relever le niveau en faisant tomber des masses d'armes sur eux, les obligeant à esquiver pour ne pas être écrabouillés et permettant le lancement du plan final de Madame Odius. Dans l'épisode 20, Cosmo est vu se moquant de Victor et Monty, ne remarquant pas Sarah et Hayley se glissant derrière lui. Ils veulent s'enfuir de la scène mais Cosmo les arrête avec 2 Déboulautomats. Ils le supplient d'arrêter, alors il leur propose un numéro de jonglage. Victor dit que ça devrait être plus facile et ils y retournent. Cosmo les prévient alors que s'ils font tomber les balles, elles exploseront Monty s'en aperçoit quand il en fait tomber une sur un Déboulautomat et Cosmo rigole à nouveau. Il est revu plus tard, furieux, avec Badonna après avoir découvert qu'ils ont libéré les soldats de Madame Odius, il leur demande furieusement comment ils ont osé, et qu'ils étaient censés faire du jonglage pas organiser une rébellion. À ce moment-là, Victor et Monty se souviennent des balles explosives qu'il leur a donné, et les lancent sur lui et Badonna avant de se téléporter. Cosmo ne peut que hurler avant d'être tué avec Badonna, ainsi qu'une grande partie des Guerriers Galactiques, puis le Bagarre au Drôme est renvoyé une fois de plus dans l'espace. Son dernier mot est : « Non ».
- Badonna : Badonna était une des monstres prisonnières de Sledge. Après que Sledge, Wrench et Madame Odius ont conclu une alliance, dans l'épisode 1, elle la supplie de la libérer en lui jurant loyauté et dévouement puis en lui révélant que l'astéroïde qui a endommagé le Bagarre au Drôme contient du Super Acier Ninja. Odius accepte et Badonna devient une de ses généraux et très vite sa seconde. Dans l'épisode 5, Badonna engage les Ninjas Galactiques pour détruire les Rangers. Odius est ravie, lui disant que seul un ninja peut venir à bout d'un autre ninja. Dans l'épisode 7, elle complote avec Madame Odius à propos d'un plan secret que cette dernière a démarré depuis qu'elle possède les médaillons de Wolvermean et Speedwing, et qu'elle pourra mettre en pratique quand les 2 autres Ninjas Galactiques seront vaincus. Badonna ajoute qu'une fois ce plan activé, les Rangers seront détruits. Puis les deux méchantes éclatent de rire. Dans l'épisode 8, Badonna arrive sur Terre avec Venoma et 4 Foxbots après la mort de Rygore. Quand Madame Odius demande à Venoma son médaillon pour compléter sa collection, cette dernière est surprise. Mais Badonna lui dit de ne pas questionner Madame Odius et de travailler avec elles ou elle sera détruite, puis elle prend son médaillon et le donne à sa maîtresse. Quand Venoma demande pourquoi elle a besoin de son médaillon, Odius lui répond que les 4 médaillons sont essentiels mais aussi ses Foxbots. Elle utilise sa magie pour les transformer en son Mégazord,Foxatron. Au moment où Cosmo annonce à son public que le combat n'est pas terminé, Badonna apparaît affirmant que même si les Rangers ont détruit Rygore, ils vont avoir une surprise puis elle gigantifie Foxatron. Badonna et Venoma regardent leur maîtresse pulvériser les 3 Mégazords des Rangers mais au moment de les achever, Foxatron est en perte de puissance et s'arrête. Furieuse, Madame Odius menace Venoma de la détruire si elle ne lui dit pas ce qui cloche avec les médaillons. Venoma répond qu'ils ont juste besoin d'être rechargés. Quand Odius lui demande combien de temps cela va prendre, Venoma lui dit que demain à la même heure, elle aura assez de puissance pour éliminer les Rangers une fois pour toutes. Les trois méchantes éclatent de rire et retournent sur le Bagarre au Drôme, sans savoir que les Rangers ont tout entendu. Dans l'épisode 9, Badonna est félicitée par Odius car les médaillons sont presque rechargés et Foxatron pourra anéantir les Rangers. Quand Wolvermean apprend par Venoma qu'elle utilise les Médaillons des Ninjas Galactiques pour augmenter la puissance de son Foxatron, il veut récupérer le sien. Cependant, Badonna l'en empêche et Odius lui répond que dans deux heures Foxatron sera rechargé, et que s'il réussit à vaincre les Rangers avant il pourra récupérer son médaillon. Wolvermean dit qu'il doit y avoir un piège et Odius ajoute qu'en cas d'échec, il sera comme eux détruit par Foxatron. Mais lorsque les Rangers font appel à leur nouveau Mégazord, le Mégazord Lumière Ninja, Badonna ne peut qu'assister impuissante à la défaite de sa maîtresse, blessée au visage après la destruction de Foxatron. Les deux méchantes se replient sur le Bagarre au Drôme. Dans l'épisode 13, Badonna tombe amoureuse de Brax, lui demandant s'il a reçu les 200 lettres qu'elle lui a envoyées puis lui montre les Déboulautomats sur leurs 31 (ils portent des kimonos). Quand Madame Odius lui dit que lui et Tynamon vont séjourner quelque temps et de bien s'occuper d'eux, elle accepte. Lorsqu'elle veut l'emmener visiter le Bagarre au Drôme, Tynamon lui dit de retirer ses pattes de son combattant, la traitant de friponne. Mais Badonna le prend à part et lui dit de faire attention car elle connaît son « petit secret » et que s'il ne se tait pas elle le révèlera à l'univers entier puis part avec Brax, laissant Tynamon furieux. Badonna descend sur Terre avec Brax, Tynamon et les Déboulotomats pour affronter les Rangers (excepté Levi, retenu par ses fans). Mais après avoir été touché une fois par l'épée de Brody, Brax s'écroule prend peur et s'enfuit avec Badonna et Tynamon laissant les Déboulautomats combattre les Rangers avant de se replier à leur tour les laissant confus et trop sûrs d'eux. Quand les Rangers sont finalement repérés par Tynamon, Badonna encourage son amoureux en lui disant de leur régler leur compte et celui-ci lui répond que c'est ce qu'il compte faire. Après la mort de Brax de la main des Rangers, Cosmo s'apprête à le laisser pour mort et à envoyer un Crânigator à la place, mais Badonna le pousse, disant qu'elle se moque de ses conseils et déclare au public que son petit « Braxou » mérite une deuxième chance et le gigantifie. Voyant qu'il est en danger face aux Rangers, Badonna envoie 4 Crânigators pour l'aider avant d'être arrêtée par Cosmo. Les 4 Crânigators seront détruits par 3 combinaisons de Mégazords, mais Brax survivra en se repliant. Dans l'épisode 14, quand Odius fait croire à Skyfire, que les Rangers lui ont volé le Prisme Nexus, Badonna appuie son témoignage. Grâce à une Caméra Mouche, Odius et Badonna apprennent que Skyfire a découvert qu'elles lui avaient menti et qu'il s'était rallié aux Rangers. Odius décide d'envoyer Blammo pour réduire en cendres les Rangers et Skyfire, et Badonna lui conseille de cacher sa bombe dans l'atelier de ferrailles où les Rangers s'entraînent. Mais Blammo sera finalement détruit par le Mégazord Lumière Ninja. Dans l'épisode 15, Badonna accompagne Typeface afin qu'il réussisse à infecter les armes des Rangers avec son virus informatique. Elle est prouvée être une redoutable guerrière, écrasant Brody, Calvin, Hayley et Sarah avec son Attaque Ténébreuse. Quand Emma Harris, une admiratrice des Rangers, s'interpose pour les aider, Badonna l'attaque. Emma dévie son tir mais son sabre en bois est détruit. Badonna relance son attaque mais Brody et Sarah la dévient, sauvant Emma. Les 4 Rangers utilisent leurs blasters, détruisant les Déboulautomats et blessant Badonna, qui se replie sur le Bagarre au Drôme. Dans l'épisode 16, Badonna est vue avec Brax quand Odius déclare furieusement qu'envoyer Voltipede combattre les Rangers était une perte de temps. Puis Tynamon arrive et montre l'Etoile Fusion Ninja que les Rangers ont perdu pendant leur dernier combat. Odius félicite Tynamon et ajoute qu'avec cette étoile en leur possession, les Rangers sont condamnés à perdre et les 4 méchants éclatent de rire. Dans l'épisode 17, quand Tynamon explique son plan à Madame Odius, Badonna réplique que ça ne marchera jamais. Sa maîtresse lui donne raison, et quand elle ajoute que si Tynamon obtient ce qu'elle veut elle ne trahira pas son « petit secret », Badonna dit que les chances de réussite sont minces. Et au terme d'un féroce combat, le plan de Tynamon échoue et les Rangers récupèrent leur Étoile Fusion Ninja. Dans l'épisode 18, Badonna est présente avec Odius dans sa salle du trône, quand Tynamon débarque avec Brax. Lorsqu'il demande à Odius de remplir sa part de leur marché, Odius réplique qu'il n'est pas en position d'exiger quoique soit et utilise son marteau sur lui, révélant son secret. Odius et Badonna se moquent de lui, cette dernière ajoute qu'il est encore plus petit qu'elle le pensait, et qu’il est ridicule. Elle est présente quand Odius ordonne à Tynamon de capturer Mick grâce à sa nouvelle arme, et aussi quand elle lui promet de le gigantifier. Après la mort de Tynamon, Badonna est revue avec Odius. Quand sa maîtresse déclare qu'elle peut passer à la première phase de son plan ultime, Badonna lui fait remarquer que son rayon ne peut toucher qu'une seule personne à la fois. Puis elle lui demande si elle peut agrandir son champ d'action, Odius répond qu'elle ne sait pas comment faire mais que Mick le sait. Ce dernier leur explique qu'il peut créer un satellite qui diffusera ces rayons sur la Terre entière. Odius dit à sa seconde que sa machine à contrôler les esprits fonctionne parfaitement, Badonna lui répond que c'est une vraie réussite, et emmène Mick construire son satellite. Dans l'épisode 19, quand Odius lui demande s'il a terminé, Badonna lui répond presque et ajoute que dans quelques heures elle pourra contrôler l'esprit des terriens avec l'antenne parabolique de Mick. Lorsqu'Odius déclare qu'elle est impatiente que ces misérables terriens tombent sous son emprise, Badonna partage la joie de sa maîtresse et ajoute que chaque terrien deviendra son plus fidèle serviteur. A ce moment, Brax arrive et supplie Odius de lui donner une seconde chance avec les Rangers. Badonna est très impressionnée par son courage, mais Odius lui répond qu'il n'aura plus besoin de combattre les Rangers, car ils seront trop occupés à regarder la télévision. Badonna sera anéantie par la mort de Brax et déclare qu'elle ne pourra jamais s'en remettre et pleure. Mais elle oublie son chagrin, lorsqu'elle aperçoit Victor et Monty déguisés en clowns accompagnés par 4 Déboulautomats. Elle leur dit qu'ils sont beaux et qu'elle adore leurs costumes, quand Monty lui répond qu'ils ont l'air de 2 pauvres clowns, Badonna réplique que c'est exact et leur demande d'aller sur le ring pour leur présenter le meilleur numéro de clowns de l'univers. Victor et Monty refusent net mais seront forcés par Cosmo. Puis Badonna et Cosmo se moqueront d'eux, par leurs « encouragements »  puis en faisant tomber sur eux des masses d'armes pour améliorer leur numéro, permettant le lancement du plan ultime de leur maîtresse. Badonna apparaît ensuite dans la salle du trône d'Odius, déclarant qu'ils sont prêts et que ces misérables terriens devraient être fascinés par ce numéro de clowns. Après que le monde entier, incluant Calvin tombe sous l'emprise d'Odius, (à l'exception des 5 autres Rangers ainsi que Victor et Monty), Badonna accueille Odius au Lycée de Summer Cove. Elle commence à faire sortir les gens du Lycée, puis Odius lui ordonne de les téléporter sur le Vaisseau. Odius ajoute qu'une fois qu'elles se seront débarrassées des Rangers, les humains deviendront les soldats qui l'aideront à conquérir l'Univers. Badonna approuve et ajoute que ce sont peut-être des êtres faibles mais qu'elles en auront des milliards à leur disposition et rigole. Dans l'épisode 20, Badonna dit à Odius que le rayon à contrôler les esprits fonctionne parfaitement et s'en va après avoir ajouté qu'elle va conduire les humains au Vaisseau. Peu après, elle est revue entourée de Déboulautomats et commence à téléporter des gens sur le Bagarre au Drôme, sans s'apercevoir que Calvin fait partie des humains hypnotisés, ni que Sarah et Hayley se sont infiltrées dans un groupe d'humains hypnotisés, et qu'elles se sont téléportées à bord du Vaisseau pour le secourir. Badonna est revue une nouvelle fois, continuant à téléporter des gens sur le Bagarre au Drôme, mais quand elle les voit s'enfuir devant elle et les Déboulautomats, elle comprend que leurs esprits ne sont plus sous contrôle et ne peut que hurler de fureur. Peu après, elle est revue avec Cosmo sur le Bagarre au Drôme, interceptant Victor et Monty. Tous les deux sont furieux qu'ils aient libéré les soldats de Madame Odius. Victor et Monty se souviennent des balles explosives que Cosmo leur a donné, et les lancent sur lui et Badonna avant de se téléporter. Badonna ne peut que hurler avant d'être tuée avec Cosmo, ainsi qu'une grande partie des Guerriers Galactiques, puis le Bagarre au Drôme est renvoyé une fois de plus dans l'espace. Ses derniers mots sont : « Quoi ?! Vous (Victor et Monty) avez libéré les soldats de Madame Odius ? »
- Brax : Brax est le célèbre combattant du général Tynamon et apparaît pour la première fois avec lui dans l'épisode 13. Il rencontre Madame Odius et Badonna, cette dernière tombe amoureuse de lui et réciproquement. Brax descend sur Terre avec Badonna, Tynamon et les Déboulautomats pour affronter les Rangers (excepté Levi, retenu par ses fans). Mais après avoir été touché une fois par l'épée de Brody, il s'écroule prend peur et s'enfuit avec Badonna et Tynamon laissant les Déboulautomats combattre les Rangers avant de se replier à leur tour les laissant confus et trop sûrs d'eux. Mais de retour sur le Bagarre au Drôme, Brax révèle à Cosmo ainsi qu'à son public que lui et les Rangers sont tombés dans le panneau, et que cela faisait partie du plan mis au point par Tynamon : si les Rangers pensent qu'il ne fait pas le poids, ils baisseront la garde et il pourra leur régler leur compte. Lors de sa deuxième confrontation avec les Rangers, il continue de jouer la comédie mais quand les Rangers lui courent après, il se montre sous son vrai jour et les écrase. Les Rangers ne doivent leur salut qu'à Sarah appelant son Zord Sonique pour qu'ils s'échappent, laissant Brax furieux. Sur le Bagarre au Drôme, après qu'Odius ait discuté avec Tynamon pour savoir s'il avait retrouvé les Rangers, Brax lui dit qu'une fois qu'ils réapparaîtront il se téléportera pour leur régler leur compte. Quand les Rangers sont finalement repérés par Tynamon, Badonna encourage son amoureux en lui disant de leur régler leur compte et celui-ci lui répond que c'est ce qu'il compte faire. Il se téléporte pour affronter les Rangers une troisième fois, mais ces derniers lancent plusieurs combinaisons d'attaque pour l’affaiblir. Sarah le met à terre grâce à son Sabre Super Star et les 6 Rangers lancent leur attaque fatale, détruisant Brax. Mais alors que Cosmo allait le laisser pour mort et envoyer un Crânigator à la place, Badonna le sauve en le gigantifiant. Il affronte le Mégazord Ninja Steel et le Mégazord Lumière Ninja et se retrouve en difficulté. Badonna envoie 4 Crânigators pour l'aider avant d'être arrêtée par Cosmo. Brax est ravi, clamant que leur sort est scellé, il ajoute qu'il se réjouit d'assister à leur destruction depuis le vaisseau, et se replie. Mais les 4 Crânigators sont détruits par 3 combinaisons de Mégazords. Après avoir survécu face aux Rangers, Brax devient le quatrième général de Madame Odius. Dans l'épisode 16, Brax est vu avec Badonna quand Odius déclare furieusement qu'envoyer Voltipede combattre les Rangers était une perte de temps. Puis Tynamon arrive et montre l'Etoile Fusion Ninja que les Rangers ont perdu pendant leur dernier combat. Odius félicite Tynamon et ajoute qu'avec cette étoile en leur possession, les Rangers sont condamnés à perdre et les 4 méchants éclatent de rire. Dans l'épisode 18, Brax accompagne Tynamon à la salle du trône d'Odius. Quand Tynamon veut qu'elle remplisse sa part de leur marché, elle réplique qu'il n'est pas en position d'exiger quoique soit et utilise son marteau sur lui, révélant son secret. Brax est surpris de découvrir que son maître est un monstre minuscule qui vit dans un robot. Plus tard, il descend sur Terre combattre les Rangers pour créer une diversion. Ils tentent de le détruire en l'enfermant à l'intérieur de la Barrière des 5 éléments avec Brody. Mais Brax le bat à plate couture et endommage son Étoile de Pouvoir (comme lors de l'attaque du Foxatron). Il est sur le point d’en finir avec eux mais les Rangers se téléportent. Brax dit que ça n'a aucune importance puisqu’ils ont réussi à capturer Mick, puis ricane et retourne sur le Bagarre au Drôme. Dans l'épisode 19, Brax arrive dans la salle où se trouvent Madame Odius, Badonna, Mick ainsi que son satellite qui permettra à Odius de contrôler les humains. Il supplie Odius de lui donner une seconde chance avec les Rangers. Badonna est très impressionnée par son courage, mais Odius lui répond qu'il n'aura plus besoin de combattre les Rangers, car ils seront trop occupés à regarder la télévision, ce qui l'énerve. Il apparaît au moment où Gorrox appelle ses renforts. Il demande aux Rangers s'ils sont contents de le revoir et ajoute qu'il a hâte de prendre sa revanche. Cosmo les gigantifie tous les deux, et le combat commence. Sarah, Lévi et Brody s'occupent de Gorrox avec le Mégazord Ninja Steel et Preston, Calvin et Hayley de Brax avec le Mégazord Lumière Ninja, mais les deux compères les mettent en difficulté. Sarah, Lévi et Brody forment l'Ultrazord Ninja et détruisent Gorrox. Mais Brax esquive et ajoute que cette fois il ne va plus retenir ses coups et lance son attaque sur le Mégazord Lumière Ninja et l'Ultrazord Ninja, qui réussissent à encaisser le choc. Après que Calvin déclare que leurs Mégazords ne supporteront pas une autre attaque, Brax déclare aux Rangers qu'ils ne peuvent rien contre lui et qu'ils sont fichus. Preston, Brody, Calvin et Hayley forment l'Ultrazord Lumière Ninja. Après que Lévi ait déclaré qu'ils vont se débarrasser de Brax pour de bon, ce dernier trop confiant leur répond que ça n'arrivera jamais et rigole. Mais Sarah et Lévi l'affaiblissent avec la Frappe Magistrale du Mégazord Ninja Steel et Preston, Brody, Calvin et Hayley achèvent Brax avec l'Ultrazord Lumière Ninja. Ses derniers mots sont : « Pardonne-moi Badonna, de ne pas avoir été à la hauteur. »
- Tynamon : Tynamon est le troisième général de Madame Odius. Il apparaît pour la première fois avec Brax dans l'épisode 13. Il affirme à Madame Odius qu'avec Brax, ils en finiront avec les Rangers. Lorsque Badonna veut emmener Brax visiter le Bagarre au Drôme, Tynamon lui dit de retirer ses pattes de son combattant, la traitant de friponne. Mais Badonna le prend à part et lui dit de faire attention car elle connaît son « petit secret » et que s'il ne se tait pas elle le révèlera à l'univers entier puis part avec Brax, laissant Tynamon furieux. Tynamon descend sur Terre avec Badonna, et les Déboulautomats pour affronter les Rangers (excepté Levi, retenu par ses fans). Quand il leur demande s'ils sont prêts à affronter le plus puissant guerrier qu'ils aient jamais vu, ils rigolent et se moquent de lui pensant que c'est lui leur adversaire, Sarah le traitant même de « nain ». Cependant il réplique que ce n'est pas lui mais Brax. Mais après avoir été touché une fois par l'épée de Brody, ce dernier s'écroule prend peur et s'enfuit avec Badonna et Tynamon laissant les Déboulautomats combattre les Rangers avant de se replier à leur tour les laissant confus et trop sûrs d'eux. Tynamon est revu sur le Bagarre au Drôme avec les Kudabots, cherchant les Rangers avec toutes les Caméras Mouches dispersées dans la ville. Quand Odius lui demande s'il les a retrouvés, il répond pas encore et dit que Brax se tient prêt, ce dernier ajoute qu'une fois qu'ils réapparaîtront il se téléportera pour leur régler leur compte. Quand Tynamon retrouve enfin les Rangers, Brax part affronter les Rangers sous les yeux de Madame Odius, Badonna et Tynamon. Dans l'épisode 16, Tynamon récupère discrètement l’Étoile Fusion Ninja des Rangers, perdue durant le combat contre Voltipede, et retourne sur le Bagarre au Drôme. Quand Madame Odius, en compagnie de Badonna et Brax, déclare furieusement qu'envoyer Voltipede combattre les Rangers était une perte de temps, Tynamon arrive pour lui dire pas tout à fait et ajoute que les Rangers ont perdu quelque chose pendant l'un de leurs affrontements et que maintenant c’est à eux. Odius reconnaît l’Étoile Fusion Ninja des Rangers, et il lui confirme que c'est bien elle. Elle félicite Tynamon et ajoute qu'avec cette étoile en leur possession, les Rangers sont condamnés à perdre et les 4 méchants éclatent de rire. Dans l’épisode 17, Tynamon explique son plan à Madame Odius : à partir de son maillet magique, il va créer un Méga Monstre en assemblant 6 Crânigators. Quand elle demande pour l’Etoile Fusion des Rangers, Tynamon affirme qu’ils ne savent pas qu’ils l’ont perdue. Badonna réplique que ça ne marchera jamais. Il se défend en disant qu’elle est juste jalouse, qu’il va en finir avec les Rangers et lui apporter leurs Étoiles de Pouvoir. Odius avoue à Tynamon qu’elle est très impressionnée et que c’est vraiment une idée de génie, ce qui ravit ce dernier. Mais elle ajoute que Badonna a raison, quand il demande pourquoi ça ne marcherait pas, Odius lui répond qu’il devrait savoir que chaque Étoile de Pouvoir n’obéit qu’à la voix de son propriétaire. Puis elle lui dit de ne pas se décourager, et lui rappelle leur marché : s’il lui apporte ce qu’elle veut, elle ne trahira pas son « petit secret ». Badonna ajoute que les chances de réussite sont minces. Tynamon réplique qu’elles vont être surprises et que s’il a besoin de la voix d’un Ranger, il n’aura qu’à la lui voler et se téléporte. Il se rend à l’atelier où les Rangers s’entraînent, puis attaque Levi par surprise en échangeant sa voix avec la sienne. Il ricane en disant qu’il a la voix d’un Ranger et se replie. Peu après, il confronte les 5 autres Rangers, leur demandant s’ils sont prêts et ajoute qu’ils peuvent commencer tout en leur montrant leur Étoile Fusion Ninja. Hayley la reconnaît et Brody lui demande comment il l’a eu. Tynamon lui répond qu’il devrait s’en souvenir parce que c’est lui qui l’a perdu, les Rangers ne le croient pas (alors que c’est la vérité). Il ajoute qu’il est impatient de s’en servir. Alors que Sarah affirme que l’étoile ne marchera jamais avec un monstre, Hayley la corrige en disant que ça va marcher parce qu’il a la voix de Levi. Tynamon prononce alors la formule magique : « Étoile Fusion Ninja, verrouillage... Crânigators, assemblage. Tourbillon Ninja, Compressator prêt ». Il est fier de sa création qui écrase sans problème les Rangers et le Mégazord Ninja Steel. Toutefois, les Rangers réussissent à s’échapper. Tynamon furieux insulte Compressator. Ce dernier n’aimant pas ça tente de l’écraser, mais Tynamon utilise le maillet d’Odius pour le faire rétrécir, puis continue à le frapper et à l’insulter pour avoir laissé les Rangers s’enfuir. Ne supportant plus d’être insulté et frappé, Compressator s’enfuit en se téléportant. Tynamon se lance à sa poursuite. Il le retrouve sur le Bagarre au Drôme, et lui demande pourquoi il s’est enfui. A ce moment-là, Tynamon réalise qu’il a retrouvé sa voix. Compressator lui dit que les Rangers ont dû rompre son sortilège, Tynamon dit que sans la voix du Ranger doré, l’Etoile Fusion ne fonctionnera plus et qu’ils vont devoir employer la manière forte pour les détruire. Refusant d’aider Tynamon dans un premier temps, Compressator finit par accepter quand celui-ci insinue qu’il a peur des Rangers. Ils descendent sur Terre et Compressator est détruit par Levi en mode Super Star. Tynamon l’affronte ensuite ainsi que le Ranger Lion rouge de feu et les 4 Rangers normaux, puis est mis en difficulté. Levi lui lance une attaque fatale, Tynamon réussit à survivre mais est furieux que son super plan est tourné au fiasco, et perd l’Etoile Fusion Ninja. Levi en profite pour la récupérer et la rend à Brody. Tynamon dit qu’il se vengera et se replie. Dans l'épisode 18, Tynamon entre furieux dans la salle du trône d'Odius avec Brax. Il dit qu'il en a assez, et lui demande de respecter sa part du marché. Mais cette dernière lui répond qu'il n'est pas en position d'exiger quoique soit et utilise son marteau sur Tynamon, révélant son secret : qu'il est un monstre minuscule dans le corps d'un robot. Il la supplie d'arrêter, mais Odius ricane et le projette sur la console de navigation, se moquant de lui avec Badonna. Tynamon fait ses excuses à Odius, puis lui rappelle qu'elle avait promis de le faire grandir et qu'il ne peut plus vivre dans le corps de son robot. Odius lui dit alors de lui prouver qu'il mérite de grandir, elle lui demande de lui ramener Mick et lui promet de le gigantifier. Quand Tynamon lui demande comment elle veut qu'il fasse, Odius lui montre sa nouvelle arme et utilise son marteau pour la rétrécir à sa taille. Tynamon déclare qu'elle lui plaît et Odius lui ordonne de capturer Mick. Il s'infiltre dans le Lycée de Summer Cove et réussit sa mission. Le lendemain, il est revu sur Terre avec Odius, lui disant que son rayon a été efficace contre Mick et lui demande en quoi consiste son plan ultime. Mais Odius lui répond qu'elle préfère garder la surprise, puis elle déclare que l'acier ninja sera bientôt en sa possession, tout comme le Prisme Nexus et ensuite l'univers tout entier. Tynamon lui demande ce qu'elle fait de leur marché, lui ayant promis de le faire grandir pour qu'il puisse enfin quitter le corps de son robot. Odius lui demande une dernière petite chose : détruire les Power Rangers et se téléporte au moment où ils arrivent. Il déclare qu'il va les réduire en poussière, et quand Preston lui demande quel mauvais coup il prépare, il rigole et lui répond qu'il est venu pour les détruire tous. Il utilise son Bouclier de la Pierre Ténébreuse mais les Rangers le détruisent à coups de fouet. Preston utilise l'Etoile du Lion de feu pour devenir le Ranger Lion de feu bleu, Levi utilise son mode Super Star et les deux lancent leurs attaques finales sur Tynamon. Mais ce dernier se relève disant qu'il n'a pas la moindre égratignure, et ricane. Preston et Levi se jettent sur lui et l'immobilisent, tandis qu'Hayley lui tire une flèche en plein visage le détruisant et révélant aux Rangers, ainsi qu'à Brody qui les a rejoints le secret de Tynamon. Ce dernier déclare qu'ils ont peut-être détruit son armure robot mais qu'il n'a pas peur d'eux, et sort de son robot pour les combattre. Il demande à Odius de le gigantifier. Elle finit par céder et ordonne à Cosmo de le gigantifier. Il est ravi que son souhait se réalise enfin. Il met les Rangers en difficulté avec ses Lianes Toxiques, mais au terme d'un féroce combat Tynamon est détruit par l'Ultrazord Ninja. Ses derniers mots sont : « Non ! Non ! J'ai fait une énorme erreur. »
- Les Déboulautomats : Les Déboulautomats (Basher Bots en anglais) sont des versions améliorées des Kudabots. Alors que ceux qui étaient loyaux à Galvanax, meurent avec lui sur Terre, tous les autres loyaux à Madame Odius sont révélés être toujours vivants. Ils survivent à l'impact de l’astéroïde sur le Bagarre au Drôme, et sont présents quand Madame Odius et Cosmo Royale rencontrent Sledge et son équipage et forment une alliance avec eux, dans l'épisode 1. Certains sont détruits par les Humains Envoyés sur le Bagarre au Drôme, en secourant Sarah, 4 autres sont détruits quand Odius fusionne avec sa super Étoile Nexus et d'autres encore lorsque Victor et Monty font exploser le Bagarre au Drôme dans l'épisode 20. Pourtant dans l'épisode 22 : Un Noël préhistorique, plusieurs Déboulautomats ont survécu et servent uniquement Sledge après que Wrench les aient sauvés et reprogrammés. Les Déboulautomats survivants sont tous tués dans la Bataille Finale : certains quand ils affrontent les Rangers et les autres lorsque Koda fait exploser le Bagarre au Drôme pour de bon.
- Les Kudabots : Tout comme les Déboulautomats, ils ont survécu à l'impact de l’astéroïde sur le Bagarre au Drôme et travaillent exclusivement pour Madame Odius. Elle leur ordonne de mettre le cap sur la Terre, une fois le Bagarre au Drôme réparé dans l'épisode 1. Ils sont tous tués hors de l'écran dans l'épisode 20, lorsque Victor et Monty font exploser le Bagarre au Drôme.
- Les Crânigators : Les Crânigators font leur grand retour dans l'épisode 13, quand Badonna envoie 4 d'entre eux pour aider Brax contre les Rangers. Les Crânigators seront détruits par 3 combinaisons de Mégazords, mais Brax réussira à survivre en se repliant. Dans l'épisode 17, pour en finir avec les Rangers, Tynamon utilise leur Étoile Fusion Ninja avec le maillet d'Odius et la voix de Lévi, pour fusionner 6 Crânigators, créant Compressator et son rouleau compresseur. Mais Compressator sera détruit par l'Ultrazord Lumière Ninja, sa destruction causera celle des Crânigators. La machine de Cosmo servant à appeler les Crânigators, ainsi qu'à gigantifier ou à téléporter un monstre sur Terre est détruite hors de l'écran dans l'épisode 22 : Un Noël préhistorique, lorsque Koda fait exploser le Bagarre au Drôme pour de bon, signifiant l'extinction des Crânigators.
- Les Foxbots : Les Foxbots sont les soldats renards robots de Wolvermean et des autres Ninjas Galactiques. Ils apparaissent pour la première fois dans l'épisode 6, avec leur maître, pour combattre les Rangers mais ils sont détruits. Un Foxbot est vu ensuite dans les épisodes 7 et 8 apportant à Speedwing et Rygore leurs médaillons. Dans l'épisode 8, les 4 derniers Foxbots arrivent sur Terre avec Badonna et Venoma. Madame Odius utilise sa magie pour les transformer en son Mégazord,Foxatron. La destruction de Foxatron dans l'épisode 9, cause celle des derniers Foxbots.

#### Les concurrents
- Smellephant : Smellephant est un Guerrier galactique qui aide Madame Odius et Badonna à obtenir le Prisme Nexus Ninja, le trouvant en utilisant son sens de l'odorat. Odius le fait revivre et commence à faire de nouvelles étoiles puissantes en utilisant sa magie maléfique, mais les Rangers Ninja brisent le charme. Il les combat ensuite, mais avec leurs étoiles de pouvoir retrouvées, les Rangers reprennent le dessus et Smellephant est détruit par les Blasters Ninja, l'Armure du Lion de feu et la Guitare Rock-Éclair. Cosmo Royale le Gigantifie, mais il est finalement battu par Brody avec le Mégazord Lion de feu.
- Deceptron : Deceptron utilise son blaster pour mettre des boulons sur les Étoiles de Pouvoir Ninja blanche, bleue et dorée, mais quand Calvin dit la vérité, les boulons disparaissent. Il est détruit quand son coup de feu est réfléchi sur lui, ainsi que par les frappes rose et jaune et l'Armure du Lion de feu. Il est Gigantifié mais finalement détruit par Calvin avec l'Ultrazord Ninja.
- Spyclops / Jess : Spyclops est chargée par Madame Odius de chanter un chant aux Rangers pour qu'ils deviennent maléfiques. En se transformant en humaine appelée Jess, elle réussit à rendre Levi maléfique, mais Calvin et Preston réussiront à le guérir pendant qu'elle affrontait les autres Rangers. Elle est détruite quand Brody et Levi utilisent la Tornade rouge et la Guitare Rock-Éclair. Cosmo Royale la Gigantifie, mais elle est finalement battue par le Mégazord Ninja Fusion.
- Doomwave : Doomwave est chargé par Madame Odius et Badonna d'utiliser une machine à tsunamis pour inonder Summer Cove, la ville des Rangers. Heureusement, Brody et Levi détruisent Doomwave et Sarah et Hayley détruisent la machine grâce au robot de leurs parents (Aaron Foster et Jackie Thompson) et obtiennent un nouveau Zord : le Sub Surfer Zord. Cosmo gigantifie Doomwave mais il est finalement détruit par le Mégazord Ninja Steel Sub Surfer.
- Goblin Gobeur : Goblin Gobeur est envoyé par Badonna et Madame Odius pour téléporter les Rangers dans un jeu vidéo et les détruire. Il capture 4 d'entre eux (Brody, Sarah, Hayley et Calvin) et utilise son rayon contrôleur pour les tourner contre les autres Rangers, d'abord Brody ensuite Hayley puis Preston quand il réussit à rentrer dans le jeu. Avec Preston sous son contrôle, Goblin Gobeur parvient presque à s'emparer des Etoiles de Pouvoir. Heureusement, il perd son pouvoir quand Levi et Mick réussissent à convaincre les étudiants de Summer Cove d'arrêter de jouer à son jeu vidéo et Goblin Gobeur est détruit par la tornade bleue de Preston. Il gagne un niveau bonus pour devenir un géant et utilise son rayon contrôleur pour immobiliser les Mégazords des Rangers mais il est finalement détruit par le Mégazord Ninja Steel Sub Surfer.
- Dreadwolf : Dreadwolf est un nouveau concurrent appelé après la mort des Ninjas Galactiques. Il est capable de transformer n'importe qui en loups garous grâce à ses projectiles en forme de griffes. Il commence par Cosmo mais lui rendra sa forme normale. Ensuite, il transformera Mick mais grâce à une suggestion de Redbot, les Rangers le guériront en enlevant la griffe plantée dans son cou. Dreadwolf transformera également Victor et Chaz, qu'il confond avec Levi alors que c'est un de ses fans. Levi réussira grâce à une ruse musicale à guérir Chaz, puis il affrontera et détruira Dreadwolf en utilisant l’Étoile du Lion de feu devenant le Ranger Lion de feu doré. Cosmo le gigantifie et Dreadwolf est finalement détruit par l'Ultrazord Ninja. Peu après sa mort, Monty réussit grâce à une ruse de chasseur à guérir Victor.
- Blammo : Blammo est un concurrent capable de sortir des bombes de son corps. Il en lance une à Cosmo réglée sur 5 secondes. Cosmo réussit à s'en sortir de justesse en la lançant en l'air. Quand Blammo clame que les Rangers n'auront pas cette chance, le Shériff Skyfire arrive pour l'arrêter, pour avoir provoqué 73 explosions illégales. Il l'emmène malgré les protestations de Cosmo. Alors qu'il part avec son prisonnier, il tombe sur Madame Odius et Badonna. Odius fait croire à Skyfire, que les Rangers lui ont volé le Prisme Nexus et Badonna appuie son témoignage. Skyfire décide d'aider Odius en allant s'occuper des Rangers, et lui demande de s'occuper de Blammo le temps qu'il revienne, puis effectue un saut spatio-temporel sans se douter qu'Odius l'a en fait manipulé pour détruire les Rangers. Grâce à une Caméra Mouche, Odius et Badonna apprennent que Skyfire a découvert qu'elles lui avaient menti et qu'il s'était rallié aux Rangers. Odius décide d'envoyer Blammo pour réduire en cendres les Rangers et Skyfire. Badonna lui conseille de cacher sa bombe secrète dans l'atelier de ferrailles où les Rangers s'entraînent. Blammo programme sa bombe sur 1h30, (Odius lui ayant ordonné qu'elle explose à 15h), la cache dans la poubelle de l'atelier et retourne sur le Bagarre au Drôme. Mais Hayley découvre, grâce à l'avis de recherche de Skyfire sur Blammo, la bombe. Après l'avoir retrouvée, elle la lance sous Terre où elle explose sauvant la vie de Clint, l'agent de sécurité du Lycée de Summer Cove. Furieux, Blammo redescend sur Terre mais tente de s'enfuir quand il voit Skyfire, ne voulant pas retourner en prison. Les Rangers et le Shériff l'en empêchent et l'affrontent. Après un féroce combat, Skyfire le met à terre et Brody le détruit avec l'armure du Lion de feu et l'épée de Skyfire. Cosmo le gigantifie et Blammo est finalement détruit par le Mégazord Lumière Ninja.
- Typeface : Typeface est envoyé par Madame Odius pour contaminer les armes des Rangers avec un virus informatique. Il attaque Brody par surprise, alors qu'il avait fini son cours de karaté avec Emma Harris, une admiratrice des Rangers. Quand les autres Rangers arrivent, il appelle les Déboulautomats en renfort mais est mis en fuite par Levi. Après avoir subi la colère d'Odius, car il avait les armes des Rangers juste sous son nez et qu'il n'a pas pu les infecter avec son virus, Typeface dit qu'il n'a pas eu de chance mais promet de se rattraper. Odius le renvoie sur Terre avec Badonna. Avant de partir, Typeface promet de ne plus la décevoir. Il combat Levi et Preston tandis que Badonna et les Déboulautmats s'occupent des autres Rangers. Il réussit à vaincre Preston puis à infecter son sabre avec son virus avant de se replier, contaminant le système informatique des Rangers, et rendant toutes leurs armes inopérantes. Mais grâce à Emma qui détruit le virus, Calvin et Sarah peuvent à nouveau utiliser leurs blasters et détruisent le pistolet de Typeface contenant son virus. Typeface est ensuite détruit par les blasters des 6 Rangers. Cosmo le gigantifie et Typeface est finalement détruit par le Mégazord Lumière Ninja avec l'aide du Zord Astral Ninja.
- Voltipede : Voltipede descend sur Terre pour recharger son énergie, en absorbant l’électricité des batteries de voiture. Grâce à une Caméra Mouche, il dit à Cosmo et son public que lorsqu'il sera entièrement rechargé, ce sera un jeu d'enfant de détruire les Rangers. Il électrocute accidentellement Victor dans le processus, lui donnant des super pouvoirs. Une fois toute l’électricité des environs absorbée, il se replie. Après avoir volé plus d’électricité, causant la panne de nombreuses voitures, Calvin le surprend et Voltipede l’attaque, mais le Ranger jaune réussit à le mettre à terre. Lorsque Brody arrive et tire sur Voltipede avec le Zord Lion de feu, ce dernier furieux tire sur le Zord Lion de feu qui s'écrasera, cependant Brody s’éjectera à temps. Croyant avoir détruit leur Zord, Voltipede veut ensuite s'en prendre aux Rangers, mais ces derniers le repoussent en lui tirant dessus. Il leur dit qu'il a utilisé toute son énergie pour attaquer leur Zord mais lorsqu'il aura récupéré de l'énergie, il les réduira en poussières et se replie. Il réapparaît à la centrale électrique de Summer Cove et s'empare de toute l'électricité de la ville. Puis il intercepte les Rangers qui se rendaient à la centrale. Quand Brody se prépare à utiliser l’Étoile Fusion Ninja, Voltipede lui envoie une décharge lui disant qu'il est trop lent et lui faisant perdre l'étoile. Il parvient à mettre les Rangers à terre et appelle les Déboulautomats pour les achever. Mais pendant que Levi détruit les Déboulautomats, les Rangers lancent une attaque combinée de leurs lasers pour l'affaiblir et Voltipede est détruit par Calvin, qui utilise l'armure du Lion de feu, pour devenir le Ranger Lion de feu jaune. Cosmo le gigantifie et Voltipede est finalement détruit par le Mégazord Lumière Ninja avec l'aide du Zord Lion de feu, réparé par Mick et Calvin. Peu après la mort de Voltipede, Victor utilise ses pouvoirs pour recharger la centrale électrique mais les perd dans le processus.
- Compressator : Compressator est créé par Tynamon, quand il fusionne 6 Crânigators avec l’Étoile Fusion Ninja des Rangers, ainsi que la voix de Lévi, et le maillet de Madame Odius. Les Rangers l'affrontent avec le Mégazord Ninja Steel, mais armé de son rouleau compresseur, Compressator les écrase facilement. Toutefois, les Rangers réussissent à s'enfuir et Tynamon furieux insulte Compressator. Ce dernier n'aimant pas cela tente de l'écraser, mais Tynamon utilise son maillet pour le faire rétrécir et le frapper, tout en continuant de l'insulter pour avoir laissé les Rangers s'échapper. Ne supportant plus d'être frappé et insulté, Compressator préfère s'enfuir et Tynamon se lance à sa poursuite. Il réapparaît sur le Bagarre au Drôme, quand Tynamon le retrouve il réalise qu'il a récupéré sa voix, Compressator lui dit que les Rangers ont dû rompre son sort. Refusant dans un premier temps d'aider Tynamon, il finit par accepter quand ce dernier insinue qu'il a peur des Rangers. Compressator descend sur Terre avec Tynamon, et est détruit par Lévi qui utilise son mode Super Star. Cosmo le gigantifie, puis au terme d'un féroce combat, Compressator est détruit avec son rouleau compresseur par l'Ultrazord Lumière Ninja.
- Gorrox : Gorrox est le dernier monstre de Madame Odius. Elle l’envoie sur Terre, déguisé en producteur d'une émission de télévision avec deux Déboulautomats sous la forme de ses deux assistants. Après avoir organisé des auditions au Lycée de Summer Cove, et avoir assisté à plusieurs numéros dont celui de Hayley et celui de Victor et Monty, il déclare que ces derniers sont de sacrés clowns et que c'est parfait pour son programme. Il annule les autres auditions, disant que personne ne pourra faire mieux que ces deux comiques de génie puis part avec eux. Il leur révèle sa véritable apparence et les téléporte avec ses deux Déboulautomats sur le Bagarre au Drôme, alors que les Rangers ont assisté par hasard à la scène. Il les affronte ensuite et les pulvérise sans difficulté. Mais Gorrox est mis en difficulté par le Ranger Lion de feu rouge. Il reçoit l'attaque fatale du Ranger Lion de feu rouge mais survit, clamant qu'il va falloir qu'ils élèvent leur niveau, parce qu'il est un dur à cuire et qu'il a des renforts et à ce moment-là, Brax apparaît. Cosmo les gigantifie tous les deux, et le combat commence. Sarah, Lévi et Brody s'occupent de Gorrox et Preston, Calvin et Hayley de Brax, mais les deux compères les mettent en difficulté. Sarah, Lévi et Brody forment l'Ultrazord Ninja et détruisent Gorrox.

#### Les Ninjas galactiques
Les Ninjas galactiques sont mentionnés dans l'épisode 5, après la mort de Goblin Gobeur, quand Badonna dit qu'elle les a engagés et qu'ils seront parfaits pour anéantir les Rangers et Odius est ravie. Les Ninjas Galactiques apparaissent pour la première fois dans l'épisode 6. Ils sont composés de Wolvermean, le chef et de ses 3 camarades : Speedwing, Rygore et Venoma, la seule fille du groupe. Dans l'épisode 7, Speedwing est détruit par les Rangers réduisant à 3, le nombre des Ninjas Galactiques. Dans l'épisode 8, Rygore est détruit par les Rangers, laissant Wolvermean et Venoma comme survivants. Dans l'épisode 9, Wolvermean est détruit par Madame Odius quand elle le poignarde avec le sabre de Foxatron, laissant Venoma comme unique survivante. Dans l'épisode 11, Venoma est détruite par les Rangers avec le Mégazord Lumière Ninja, tuant la dernière Ninja Galactique.
- Wolvermean : Wolvermean est le chef des Ninjas Galactiques ainsi que le voleur de mémoires et apparaît pour la première fois dans l'épisode 6 avec ses camarades. Il est aussi le premier à combattre les Rangers. Il utilise son médaillon ninja pour devenir plus puissant et réussit à voler les souvenirs de Hayley, Preston, Brody et Sarah (qui s'est sacrifiée pour sauver Calvin), les rendant amnésiques. Mais Calvin et Levi lui tendent un piège et réussissent à guérir leurs amis. Calvin et Brody détruisent Wolvermean mais Cosmo le gigantifie. Il est vaincu par l'Ultrazord Ninja mais réussit à survivre, clamant aux Rangers qu'ils ne l'ont pas encore vaincu et que les Ninjas Galactiques les détruiront tous avant de se replier. Son médaillon est récupéré discrètement par Madame Odius. Il est vu dans l'épisode 7 et 8 avec Venoma quand Speedwing et Rygore partent affronter les Rangers chacun à leur tour. Dans l'épisode 9, Wolvermean apprend de Venoma que Madame Odius utilise les Médaillons des Ninjas Galactiques pour augmenter la puissance de son Foxatron, et veut récupérer le sien. Cependant, Badonna l'en empêche et Odius lui répond que dans deux heures Foxatron sera rechargé, et que s'il réussit à vaincre les Rangers avant il pourra récupérer son médaillon. Wolvermean dit qu'il doit y avoir un piège et Odius ajoute qu'en cas d'échec, il sera comme eux détruit par Foxatron. Wolvermean part donc sur Terre avec Venoma, combattre les Rangers. Il est vaincu mais réussit à survivre une nouvelle fois, puis se replie. Il est gigantifié hors de l'écran par Cosmo et revient prendre sa revanche sur les Rangers. Wolvermean affronte le nouveau Mégazord des Rangers, le Mégazord Lumière Ninja mais est facilement repoussé. Juste au moment où il se prépare à les combattre à nouveau, il est poignardé dans le dos par Madame Odius qui le transperce avec le sabre de Foxatron, clamant qu'il a laissé passer sa chance et que c'est à elle de jouer. Les derniers mots de Wolvermean sont : « Va périr en Enfer, espèce de perfide sorcière ». Il est le troisième des Ninjas Galactiques à être détruit et le seul à être détruit par Madame Odius.
- Speedwing : Speedwing est le plus rapide des Ninjas Galactiques, et apparaît pour la première fois dans l'épisode 6 avec ses camarades. Il est aussi le deuxième à combattre les Rangers. Il les affronte dans l'épisode 7, et tout comme Wolvermean utilise son médaillon pour être plus fort. C'est au terme d'un féroce combat qu'il est détruit par les Rangers et le Ranger rouge Lion de feu. Cosmo le gigantifie et Speedwing est finalement détruit par le Mégazord Ninja Fusion et le Mégazord Lion de feu. Il est le premier des Ninjas Galactiques à être détruit. Ses derniers mots sont : « Finalement c'est vous qui m'avez cloué le bec. » Son médaillon est récupéré par Madame Odius qui déclare qu'il ne lui en reste plus que deux à récupérer.
- Rygore : Rygore est le stratège des Ninjas Galactiques ainsi que le maître des attaques surprises et apparaît pour la première fois dans l'épisode 6 avec ses camarades. Il est vu dans l'épisode 7 avec ses camarades quand Speedwing part affronter les Rangers. Il est aussi le troisième à combattre les Rangers. Il les affronte dans l'épisode 8, et tout comme ses camarades utilise son médaillon pour être plus fort. Il utilise un dé pour lancer différentes attaques aux Rangers en fonction du nombre choisi. Après plusieurs confrontations il est détruit par 12 Rangers (les 6 originaux et leurs 6 clones). Cosmo le gigantifie mais Rygore est rapidement détruit par l'Ultrazord Ninja. Il est le deuxième des Ninjas Galactiques à être détruit. Ses derniers mots sont : « Je n'ai pas eu de chance au dé cette fois-ci. » Son médaillon est récupéré par Madame Odius qui l'utilise pour alimenter son Mégazord,Foxatron.
- Venoma : Venoma est la Ninja de l'Amour et de ses Dangers et apparaît pour la première fois dans l'épisode 6 avec ses camarades. Elle est vue dans l'épisode 7 avec ses camarades quand Speedwing part affronter les Rangers. Dans l'épisode 8, elle est vue avec Wolvermean quand Rygore part affronter les Rangers. Après la mort de Rygore, Venoma vient sur Terre avec 4 Foxbots et Badonna. Quand Madame Odius lui demande son médaillon pour compléter sa collection, elle est surprise. Mais Badonna lui dit de ne pas questionner Madame Odius et de travailler avec elles ou elle sera détruite, puis elle prend son médaillon et le donne à sa maîtresse. Quand Venoma demande pourquoi elle a besoin de son médaillon, Odius lui répond que les 4 médaillons sont cruciaux mais aussi ses Foxbots. Elle utilise sa magie pour les transformer en son Mégazord,Foxatron. Venoma et Badonna regardent leur maîtresse pulvériser les 3 Mégazords des Rangers mais au moment de les achever, Foxatron est en perte de puissance et s'arrête. Furieuse, Madame Odius menace Venoma de la détruire si elle ne lui dit pas ce qui cloche avec les médaillons. Venoma répond qu'ils ont juste besoin d'être rechargés. Quand Odius lui demande combien de temps cela va prendre, Venoma lui dit que demain à la même heure, elle aura assez de puissance pour éliminer les Rangers une fois pour toutes. Les trois méchantes éclatent de rire et retournent sur le Bagarre au Drôme, sans savoir que les Rangers ont tout entendu. Dans l'épisode 9, Venoma apprend à Wolvermean que Madame Odius utilise les médaillons des Ninjas Galactiques pour augmenter la puissance de Foxatron. Peu après, Venoma descend à nouveau sur Terre, combattre les Rangers avec Wolvermean. Elle affronte Levi mais elle est rapidement vaincue. Clamant que combattre sans son médaillon est impossible, elle se replie. Dans l'épisode 11, Venoma est appelée par Odius pour utiliser son pouvoir particulier, le jour de la Saint Valentin sur les Rangers. Dégoûtée, elle demande si c'est une obligation, Odius lui dit qu'elle a dû détruire son maître, (Wolvermean), après qu'il l'a déçue et si elle préfère subir le même sort. Venoma accepte tout en lui demandant si elle la laissera repartir avec son médaillon, une fois les Étoiles de Pouvoir acquises. Tout en lui rendant son médaillon qui a échappé à la destruction, elle ajoute que si elle réussit sa mission, elle lui rendra sa liberté. Elle part ensuite sur Terre pour venger ses camarades. Venoma tente d'ensorceler Sandy mais échoue, cependant elle parvient à ensorceler Brody, ainsi que Calvin et Levi. Mais Preston résistant à son sort grâce à une armure en métal, brise sa dernière flèche libérant les autres, puis il détruit Venoma et son médaillon après un féroce combat. Cosmo la gigantifie mais Venoma est finalement détruite par le Mégazord Lumière Ninja, faisant d'elle la quatrième et dernière Ninja Galactique à être détruite. Les derniers mots de Venoma sont : « C'est la fin des Ninjas Galactiques. »

#### L'Équipage de Sledge
- Sledge : Sledge était l'ennemi des Power Rangers Dino Charge et Dino Super Charge et il revient pour être le nouvel ennemi des Power Rangers Super Ninja Steel. Ce Sledge est celui marié à Poisandra, présumé mort après avoir été avalé par un trou noir, mais qui a réussi à survivre avec Poisandra et Wrench. Libéré du trou noir, Sledge demande à Wrench de rechercher les énergèmmes grâce à un scanner et Wrench dit qu'il n'y a pas d'énergèmmes et Poisandra ajoute qu'ils sont dans un autre univers. Sledge aperçoit le Bagarre au Drôme et Wrench lui apprend que l’astéroïde qui l'a percuté contient du super acier ninja, il part l'explorer avec Wrench, Badonna et 2 autres monstres. Il rencontre Madame Odius, Cosmo Royale et les Déboulautomats, et fait un pacte avec elle : il répare son vaisseau en échange de l’astéroïde qui ne vaut soi-disant rien et qui plait à sa femme. Odius accepte puis Sledge, Wrench et leurs deux monstres partent. Sledge est revu avec Poisandra, parlant de Madame Odius, ayant soi-disant réussi à la tromper en lui faisant croire que l’astéroïde ne valait rien alors qu'il contient du super acier ninja, elle ajoute qu'ils seront le couple le plus riche de la galaxie, les deux ricanent puis ils repartent. Dans l'épisode 22 : Un Noël préhistorique, il revient avec Poisandra et Wrench ayant retrouvé le Bagarre au Drôme. Quand Wrench lui dit qu'il est abandonné et que les Power Rangers ont sûrement réussi à détruire Madame Odius, il est ravi car elle avait réussi à lui voler tout le Super Acier Ninja. Il dit qu'il va enfin avoir l'occasion de le récupérer et que ce sera leur cadeau de Noël. Ce qui l'advient de son Vaisseau Prison est inconnu, Sledge est présumé avoir activé son auto-destruction ou alors l'a stocké à l'intérieur du Bagarre au Drôme, puis prend les Déboulautomats Survivants comme nouveaux soldats, rendant les Vivix et les Spikeballs obsolètes. Il offre la scène des Guerriers Galactiques à Poisandra comme cadeau de Noël, pour qu'elle ait sa propre émission de télévision intitulée Le Show de Poisandra. Elle est ravie et ajoute qu'il lui faut des invités célèbres et Sledge lui propose les Power Rangers, ce qui l'enchante. Il confie à Wrench que pendant qu'elle sera occupée avec son émission de télévision, il pourra s'emparer des Étoiles de Pouvoir des Rangers, Wrench lui dit qu'il est génial et les deux compères ricanent. Sledge descend sur Terre avec Snow Fright, une de ses monstres devenue une de ses généraux. Il se présente aux Rangers et Snow Fright les capture à l'exception de Preston. Sledge la félicite et nargue les Rangers en disant qu'il ne comprend pas pourquoi Madame Odius a eu tellement de mal à les neutraliser et que c'était un jeu d'enfant. Quand Preston lui ordonne de relâcher ses amis, Sledge lui répond qu'il a déjà affronté des Power Rangers par le Passé et qu'il ne pourra pas lui échapper. Mais au moment de le capturer, il active son appareil de télé-transportation et disparaît avec le Ranger bleu dans le Portail Interdimensionnel. Ils réapparaissent dans le monde Dino Charge à l'époque Préhistorique, Sledge s'empare de l'appareil et s'apprête à tuer Preston pour récupérer son Étoile de Pouvoir, mais ce dernier est sauvé par un Ptérosaure qui l'emmène au loin, Sledge ne reconnaît pas le dinosaure (sûrement à cause des effets de la distorsion temporelle) et se lance à la poursuite du Ranger bleu. Il continue de le chercher quand il est attaqué par Preston et Koda. Sonné, Sledge croit voir double quand les 2 Rangers bleu lui font face. Koda lui dit qu'il l'a détruit dans le passé et qu'il va de nouveau le détruire. Le reconnaissant, Sledge lui répond qu'il n'aurait pas dû se mêler de cette histoire et qu'il va pouvoir s'emparer de son Energemme bleue et de son Étoile de Pouvoir, il utilise son blaster et envoie Koda valser. Au moment de triompher, Sledge est surpris par un Tyrannosaure qui le fait fuir et qui se révèle être Croya (un ami de Koda). Dans sa fuite, il laisse tomber l'appareil de télé-transportation, Koda le récupère puis ouvre un portail et le traverse avec Preston pour sauver les autres Rangers Ninja Steel, mais Sledge ayant observé toute la scène franchit le portail juste à temps, atterrit sur le Bagarre au Drôme et se lance à leur poursuite. Il demande à Wrench où sont les Rangers bleu, ce dernier tente de l'avertir de ce qui s'est passé mais en vain, Poisandra se met en colère quand elle entend Sledge parler des Étoiles de Pouvoir et commence à se disputer avec lui. Sledge tente de la calmer, mais Lévi encourage Poisandra à dire à Sledge tout ce qu'elle a sur le cœur et la dispute reprend. Les Rangers sont libérés par Preston et Koda, puis récupèrent leurs Étoiles de Pouvoir. Poisandra et Sledge s'en rendent compte trop tard, il maudit les Rangers bleu et les Rangers s'enfuient. Il lance les Déboulautomats à leur poursuite. Quand les Rangers détruisent Snow Fright une première fois, Sledge demande à Wrench s'il a trouvé le Faisceau Magna du Bagarre au Drôme, Wrench lui répond non mais qu'il a trouvé un Rayon à Gigantifier (la machine de Cosmo). Sledge est ravi et gigantifie Snow Fright, mais lui et Wrench ne remarquent pas Koda se glissant derrière eux et leur laissant un cadeau avant de partir. Peu après la mort de Snow Fright, Sledge tente de calmer Poisandra mais sans succès, puis Wrench intervient disant qu'il a trouvé un cadeau et pense que c'est un cadeau de son maître pour Poisandra. Cette dernière demande si c'est vrai, Sledge pris au dépourvu affirme que oui, puis Poisandra se calme aussitôt et se réconcilie avec son mari. Sledge souffle à Wrench qu'il n'avait pas de cadeau pour elle. Poisandra est ravie, Sledge dit qu'il ferait n'importe quoi pour sa princesse mais quand elle lit : « Joyeux Noël de la part des Power Rangers », elle entre à nouveau dans une colère noire contre Sledge. Wrench met fin à la dispute en montrant à ses camarades, le cadeau des Rangers qu'il trouve joli. Les trois compères réalisent trop tard que c'est une bombe et cette dernière explose tuant Sledge, Poisandra, Wrench, les Déboulautomats, le reste des Guerriers Galactiques, (et probablement aussiFury,Curio, les Vivix, les Spikeballs, le Vaisseau Prison de Sledge, et les Prisonniers de Sledge incluantHeximas) et détruisant le Bagarre au Drôme pour de bon. Les derniers mots de Sledge sont : « Oh ! C'est une bombe. »
- Poisandra : Poisandra est la femme de Sledge et l'une de ses généraux. Cette Poisandra est celle mariée à Sledge, présumée morte après avoir été avalée par un trou noir, mais qui a réussi à survivre avec Sledge et Wrench. Elle apparait dans l'épisode 1, avec Sledge et Wrench, elle remarque le Bagarre au Drôme percuté par un astéroïde, puis est revue quand elle et Sledge parlent de Madame Odius, ayant soi-disant réussi à la tromper en lui faisant croire que l’astéroïde ne valait rien alors qu'il contient du super acier ninja, elle ajoute qu'ils seront le couple le plus riche de la galaxie, les deux ricanent puis ils repartent. Dans l'épisode 22 : Un Noël préhistorique, elle revient avec Sledge et Wrench ayant retrouvé le Bagarre au Drôme. Sledge offre la scène des Guerriers Galactiques à Poisandra comme cadeau de Noël, pour qu'elle ait sa propre émission de télévision intitulée Le Show de Poisandra. Elle est ravie et ajoute qu'il lui faut des invités célèbres et Sledge lui propose les Power Rangers, ce qui l'enchante. Snow Fright lui ramène 5 des 6 Rangers ainsi que leurs Étoiles de Pouvoir. Elle la félicite puis cette dernière lui explique pour Sledge et le Ranger bleu. Devant les derniers Guerriers Galactiques et également les Prisonniers de Sledge, Poisandra commence son émission avec les Rangers, disant que trois d'entre eux étaient tombés amoureux deVenoma. Puis les Rangers remarquent qu'elle devient très émotive quand elle parle de Sledge, et ont l'idée de la monter contre lui pour qu'une fois qu'il réapparaîtra, ils aient une dispute et qu'ils en profitent pour s'échapper. Sarah se lance en racontant à Poisandra et à son public, l'histoire d'amour entre sa mère (Jackie Thompson) et le père d'Hayley (Aaron Foster). Ensuite Poisandra tourne son attention sur Calvin et Hayley, ayant tout de suite vu qu'ils étaient en couple. Ils lui parlent de leur histoire d'amour notamment de l'oubli de Calvin pour leur anniversaire et de son mensonge lors du combat contreDeceptron. Devant toutes ces histoires, Poisandra fond en larmes, sans savoir qu'elle tombe dans le piège des Rangers. Quand Sledge réapparaît et qu'elle l'entend parler des Étoiles de Pouvoir, elle devient furieuse. Sledge tente de la calmer, mais Lévi encourage Poisandra à dire à Sledge tout ce qu'elle a sur le cœur et la dispute reprend. Les Rangers sont libérés par Preston et Koda, puis récupèrent leurs Étoiles de Pouvoir. Poisandra et Sledge s'en rendent compte trop tard et les Rangers s'enfuient. Après la mort de Snow Fright, Sledge tente de calmer Poisandra mais sans succès, puis Wrench intervient disant qu'il a trouvé un cadeau et pense que c'est un cadeau de son maître pour Poisandra. Cette dernière se calme aussitôt et se réconcilie avec son mari. Mais quand elle ouvre le mot accompagnant le cadeau, elle lit : « Joyeux Noël de la part des Power Rangers » et entre à nouveau dans une colère noire contre Sledge. Wrench met fin à la dispute en montrant à ses camarades, le cadeau des Rangers qu'il trouve joli. Les trois compères réalisent trop tard que c'est une bombe et cette dernière explose tuant Poisandra, Sledge, Wrench, les Déboulautomats, le reste des Guerriers Galactiques, (et probablement aussi Fury, Curio, les Vivix, les Spikeballs, le Vaisseau Prison de Sledge, et les Prisonniers de Sledge incluant Heximas) et détruisant le Bagarre au Drôme pour de bon. Les derniers mots de Poisandra sont : « Ah ! C'est une bombe. »
- Wrench : Wrench est le mécanicien de Sledge et l'un de ses généraux. Ce Wrench est celui présumé mort après avoir été avalé par un trou noir, mais qui a réussi à survivre avec Sledge et Poisandra. Wrench part explorer le Bagarre au Drôme avec Sledge, Badonna et 2 autres monstres. Il rencontre Madame Odius, Cosmo Royale et les Déboulautomats, puis son maître forme une alliance avec elle, ensuite Wrench, Sledge et leurs 2 monstres repartent. Dans l'épisode 22 : Un Noël préhistorique, il revient avec Sledge et Poisandra indiquant à son maître que le Bagarre au Drôme est abandonné et que les Power Rangers ont sûrement réussi à détruire Madame Odius. Peu après, il sauve et reprogramme les Déboulautomats survivants pour qu'ils leur obéissent. Sledge le félicite et lui confie que pendant que Poisandra sera occupée avec son émission de télévision, il pourra s'emparer des Étoiles de Pouvoir des Rangers, Wrench lui dit qu'il est génial et les deux compères ricanent. Plus tard, Wrench est revu quand les Rangers réussissent à monter Poisandra contre Sledge, c'est alors que ce dernier lui demande où sont les Rangers bleu, Wrench tente de l'avertir de ce qui s'est passé mais en vain, Poisandra se met en colère quand elle entend Sledge parler des Étoiles de Pouvoir et commence à se disputer avec lui. Preston en profite pour emmener Wrench hors de l'écran et l'assomme puis libère ses amis avec l'aide de Koda. Quand les Rangers détruisent Snow Fright une première fois, Sledge demande à Wrench s'il a trouvé le Faisceau Magna du Bagarre au Drôme, Wrench lui répond non mais qu'il a trouvé un Rayon à Gigantifier (la machine de Cosmo). Sledge est ravi et gigantifie Snow Fright, mais lui et Wrench ne remarquent pas Koda se glissant derrière eux et leur laissant un cadeau avant de partir. Peu après la mort de Snow Fright, Wrench trouve le cadeau et croit que c'est un cadeau de son maître pour Poisandra, ce qui calme cette dernière. Sledge lui souffle qu'il n'avait pas de cadeau pour elle et Wrench lui demande s'il ne vient pas de lui alors qui l'a envoyé. Après que Poisandra découvre que c'est un cadeau des Power Rangers, elle s'énerve à nouveau contre Sledge et Wrench ouvre le paquet pour trouver quelque chose de joli et le montre à ses camarades. Les trois compères réalisent trop tard que c'est une bombe et cette dernière explose tuant Wrench, Poisandra, Sledge, les Déboulautomats, le reste des Guerriers Galactiques, (et probablement aussi Fury, Curio, les Vivix, les Spikeballs, le Vaisseau Prison de Sledge, et les Prisonniers de Sledge incluant Heximas) et détruisant le Bagarre au Drôme pour de bon. Les derniers mots de Wrench sont : « Ah ! C'est une bombe. »
- Snow Fright : Snow Fright est une des monstres de Sledge devenue une de ses généraux. Elle apparaît dans l'épisode 22 : Un Noël préhistorique lorsque Sledge descend sur Terre et capture 5 des 6 Rangers Super Ninja Steel, en les transformant en bonhommes de neige. Mais Preston réussit à s'enfuir et disparaît dans un Portail Interdimensionnel avec Sledge qui essayait de le capturer. Snow Fright ramène les autres Rangers au Bagarre au Drôme, les attache puis offre leurs Étoiles de Pouvoir à Poisandra et lui explique pour le Ranger bleu et Sledge. Elle réapparaît quand les Rangers s'enfuient du Bagarre au Drôme en passant dans le Vide Ordures. Assistant impuissante à la fuite du Ranger rouge, elle décide d'emmener plusieurs Déboulautomats avec elle sur Terre pour leur tendre un piège. Mais son plan échoue et Snow Fright est détruite par le Ranger Lion de feu rouge ainsi que les Rangers jaune et rose. Sledge la gigantifie, mais après un combat plein de rebondissements, Snow Fright est détruite par l'Ultrazord Ninja. Ses derniers mots sont : « Mes flocons ne peuvent rien contre la puissance de leur attaque. »
- Les Vivix : Les Vivix sont les combattants de Sledge. Ils peuvent se combiner et former les Vivizords, ils apparaissent dans l'épisode 1 dans le vaisseau de Sledge, quand il fait son retour avec Wrench et Poisandra. Ils sont tous tués hors de l'écran dans l'épisode 22 : Un Noël préhistorique, lorsque Koda fait exploser le Bagarre au Drôme pour de bon.

Pour des raisons inconnues, Fury et Curio n'apparaissent pas dans Power Rangers Super Ninja Steel, ils sont présumés être détruits à la fin de Power Rangers Super Dino Charge ou plus probablement tués hors de l'écran dans l'épisode 22 : Un Noël préhistorique, lorsque Koda fait exploser le Bagarre au Drôme pour de bon.

#### Forteresse du Seigneur Draven
- La Forteresse du Seigneur Draven est un vaste complexe situé dans l'Antivers qui est utilisé par le Seigneur Draven comme sa base d'opérations. Elle sert également au Seigneur Draven pour créer son armée de clones de Rangers.
- Seigneur Draven : Seigneur Draven apparaît uniquement dans l'épisode 10. Il veut envahir toutes les dimensions et détruire tous les Power Rangers avec son armée de Robots Rangers. Il réussit à en capturer 7 grâce à un robot clone de Tommy Oliver. Il s'allie avec Madame Odius qui lui fournit des Kudabots et des Déboulotomats. Au terme d'un féroce combat, son second le robot clone de Tommy Oliver est détruit par le vrai Tommy Oliver et son armée de Robots Rangers est détruite par les Rangers Ninja Steel et les Rangers Légendaires (Tommy Oliver, Rocky, Kat, T.J., Wes, Trent, Gemma, Antonio, Gia et Koda), mais il est gigantifié par Odius et réussit à tirer 2 de ses 3 flèches pour détruire le Multivers. Cependant les Rangers Ninja Steel aidés des Rangers Légendaires réussissent à l'affaiblir en lui tirant dessus et Draven est finalement détruit par Tommy Oliver qui lui renvoie sa troisième flèche en plein cœur avec son Zord Faucon.
- Tommy Oliver (Robot Clone) : Ce robot est le second de Seigneur Draven et tout comme lui apparaît uniquement dans l'épisode 10. Grâce à lui, Draven parvient à enlever 7 Rangers Légendaires (Tommy Oliver qui réussira à s'enfuir, Rocky, Kat, T.J., Trent, Antonio, et Gia) et à les emmener dans sa dimension : L'Antivers pour créer son armée de Robots Rangers. Quand le vrai Tommy arrive avec Wes, Gemma et Koda pour délivrer les autres Rangers, il le combat en se transformant en Ranger noir Dino Tonnerre. Il sera finalement détruit par Tommy transformé en Ranger vert Mighty Morphin.

#### La Horde des horreurs
La Horde des horreurs apparaissent uniquement dans l'épisode spécial Halloween Dans la peau d'un monstre. Ils sont composés de Versix, le chef, Fangore, Stabberous, Shelldax, Ackshun et des deux filles Jabberon et Plasmora. Ils sont un groupe de criminels intergalactiques et les rivaux de Madame Odius. Ils souhaitent être plus populaires qu'elle et les Guerriers Galactiques en battant les Rangers. Ils les embusquent et Versix échange leurs corps avec ceux de ses camarades pour échapper au Tribunal Intergalactique d'Halloween, et que les Rangers soient détruits à leur place. Ils sont détruits par le Tribunal Intergalactique d'Halloween, une fois leur supercherie exposée, (par Mick déguisé en Versix une fois que Brody et Sarah lui ait tout expliqué), et le vrai Versix est détruit par les Rangers.
- Versix : Versix est le chef des Gruesome Grunts. Il embusque les Rangers avec ses camarades, et échange leurs corps avec les leurs. Puis il les enchaîne mais Brody et Sarah réussissent à s'échapper. Versix se lance à leur poursuite, après avoir ordonné à ses camarades de surveiller les autres Rangers, le temps que les Gardes Momie arrivent et les emmènent tous au Tribunal Intergalactique d'Halloween. Brody et Sarah (dans les corps d'Ackshun et Plasmora), réussissent à lui échapper et parviennent à obtenir l'aide de Mick, en lui disant des choses que seuls les Rangers connaissent. Peu après, Brody attire Versix dans un piège et l'emprisonne dans une poubelle avec l'aide de Sarah, Mick et Redbot. Il réussit à s'échapper mais tombe sur les Rangers. Lorsque Sarah lui dit qu'ils ont retrouvé leurs corps, Versix comprend que ses camarades ont été vaporisés et Brody ajoute que c'est son tour. Furieux, il affronte les Rangers pour les venger. Il reçoit l'attaque fatale du Ranger Lion de feu rouge mais survit. Il utilise ses pouvoirs pour devenir un géant. Après un féroce combat, Versix sera finalement détruit par les 5 Zords Ninja Steel des Rangers, le Zord Robot Cavalier Rodéo, le Zord Ninja Surfeur, le Robot Zord Éléphant et le Zord Astral.
- Shelldax : Shelldax est un des Gruesome Grunts, il échange de corps avec Levi. Puis il est conduit par les Gardes Momie avec ses camarades et les Rangers, prisonniers de leurs corps, devant le Tribunal Intergalactique d'Halloween. Lui et ses camarades prennent un malin plaisir à regarder les Rangers essayer de se défendre, et sont ravis quand le Tribunal décide de les vaporiser. Mais Versix intervient avec Brody dans le corps d'Ackshun et Sarah dans le corps de Plasmora. Il avoue qu'il a échangé les corps des Rangers avec ceux de ses camarades. Shelldax et ses camarades tentent de s'enfuir mais la Sorcière de la Cour les gèle et échange leurs corps avec ceux des Rangers. Shelldax demande comment Versix a pu les trahir alors qu'ils sont ses amis, mais ce dernier répond qu'il est l’ami des Rangers et Versix se révèle être Mick déguisé. Shelldax et ses camarades sont ensuite vaporisés par le Tribunal.
- Jabberon : Jabberon est une des Gruesome Grunts, elle échange de corps avec Hayley. Puis elle est conduite par les Gardes Momie avec ses camarades et les Rangers, prisonniers de leurs corps, devant le Tribunal Intergalactique d'Halloween. Elle et ses camarades prennent un malin plaisir à regarder les Rangers essayer de se défendre, et sont ravis quand le Tribunal décide de les vaporiser. Mais Versix intervient avec Brody dans le corps d'Ackshun et Sarah dans le corps de Plasmora. Il avoue qu'il a échangé les corps des Rangers avec ceux de ses camarades. Jabberon et ses camarades tentent de s'enfuir mais la Sorcière de la Cour les gèle et échange leurs corps avec ceux des Rangers. Jabberon et ses camarades sont ensuite vaporisés par le Tribunal.
- Fangore : Fangore est un des Gruesome Grunts, il échange de corps avec Calvin. Puis il est conduit par les Gardes Momie avec ses camarades et les Rangers, prisonniers de leurs corps, devant le Tribunal Intergalactique d'Halloween. Lui et ses camarades prennent un malin plaisir à regarder les Rangers essayer de se défendre, et sont ravis quand le Tribunal décide de les vaporiser. Mais Versix intervient avec Brody dans le corps d'Ackshun et Sarah dans le corps de Plasmora. Il avoue qu'il a échangé les corps des Rangers avec ceux de ses camarades. Fangore panique quand lui et ses camarades sont démasqués, ils tentent de s'enfuir mais la Sorcière de la Cour les gèle et échange leurs corps avec ceux des Rangers. Fangore et ses camarades sont ensuite vaporisés par le Tribunal.
- Stabberous : Stabberous est un des Gruesome Grunts, il échange de corps avec Preston. Puis il est conduit par les Gardes Momie avec ses camarades et les Rangers, prisonniers de leurs corps, devant le Tribunal Intergalactique d'Halloween. Lui et ses camarades prennent un malin plaisir à regarder les Rangers essayer de se défendre, et sont ravis quand le Tribunal décide de les vaporiser. Mais Versix intervient avec Brody dans le corps d'Ackshun et Sarah dans le corps de Plasmora. Il avoue qu'il a échangé les corps des Rangers avec ceux de ses camarades. Stabberous et ses camarades tentent de s'enfuir mais la Sorcière de la Cour les gèle et échange leurs corps avec ceux des Rangers. Stabberous et ses camarades sont ensuite vaporisés par le Tribunal.
- Plasmora : Plasmora est une des Gruesome Grunts, elle échange de corps avec Sarah. Puis elle est conduite par les Gardes Momie avec ses camarades et les Rangers, prisonniers de leurs corps, devant le Tribunal Intergalactique d'Halloween, cependant Sarah réussit à s'enfuir. Elle et ses camarades prennent un malin plaisir à regarder les Rangers essayer de se défendre, et sont ravis quand le Tribunal décide de les vaporiser. Mais Versix intervient avec Brody dans le corps d'Ackshun et Sarah dans le corps de Plasmora. Il avoue qu'il a échangé les corps des Rangers avec ceux de ses camarades. Plasmora suggère la fuite, puis elle et ses camarades tentent de s'enfuir mais la Sorcière de la Cour les gèle et échange leurs corps avec ceux des Rangers. Plasmora et ses camarades sont ensuite vaporisés par le Tribunal.
- Ackshun : Ackshun est un des Gruesome Grunts, il échange de corps avec Brody. Puis il est conduit par les Gardes Momie avec ses camarades et les Rangers, prisonniers de leurs corps, devant le Tribunal Intergalactique d'Halloween, cependant Brody réussit à s'enfuir. Lui et ses camarades prennent un malin plaisir à regarder les Rangers essayer de se défendre, et sont ravis quand le Tribunal décide de les vaporiser. Mais Versix intervient avec Brody dans le corps d'Ackshun et Sarah dans le corps de Plasmora. Il avoue qu'il a échangé les corps des Rangers avec ceux de ses camarades. Ackshun tente de convaincre le Tribunal qu'il dit n'importe quoi mais sans succès, lui et ses camarades tentent de s'enfuir mais la Sorcière de la Cour les gèle et échange leurs corps avec ceux des Rangers. Ackshun et ses camarades sont ensuite vaporisés par le Tribunal.

## Armes
- Prisme Nexus Ninja : Le Prisme Nexus Ninja est un artefact semblable à un prisme doué de conscience, créé par les Maîtres de la Transformation, qui voyage à travers l'espace pour trouver un groupe de héros et les aider à lutter contre le mal. Il contient également l'Étoile Nexus Ninja, une source de pouvoir qui donne aux êtres la capacité de se transformer en Rangers Ninja Steel. Il atterrit finalement sur Terre, où un ninja nommé Dane Romero le trouve et devient la cible de l'alien puissant, Galvanax. Lors d'une altercation avec Galvanax, qui a provoqué la division de l'Étoile Nexus Ninja en six morceaux, le Prisme Nexus Ninja est appréhendé par Galvanax et est en sa possession pendant dix ans. De nos jours, le Prisme Nexus Ninja est volé par Brody Romero et atterrit sur Terre, où il choisit six adolescents de Summer Cove pour devenir les Rangers Ninja Steel. Le Prisme Nexus Ninja peut également créer des Étoiles de Pouvoir Ninja auxiliaires pour que les Rangers Ninja Steel les utilisent comme Zords, armes et techniques. Le Prisme Nexus Ninja est gravement endommagé lors du combat des Rangers Ninja Steel contre Galvanax, mais il est restauré par Madame Odius lorsqu'elle tente de créer des Étoiles de Pouvoir Ninja Maléfiques. Après la défaite de Madame Odius par les Rangers Ninja Steel, le Prisme Nexus Ninja se lance dans l'espace afin de trouver une nouvelle planète qui a besoin de son aide pour lutter contre le mal.
  - Étoile Nexus Ninja : L'Étoile Nexus Ninja est un puissant artefact en forme d'étoile créé par les Maîtres de la Transformation, destiné à devenir une source d'énergie pour une future équipe de Power Rangers, et est placé à l'intérieur du Prisme Nexus Ninja pendant des millions d'années. Elle est divisée en six morceaux lors du combat de Dane Romero avec Galvanax, devenant plus tard les sources de pouvoir des Rangers Ninja Steel. Les six Étoiles de Pouvoir qui composent l'Étoile Nexus Ninja sont détruites lorsque le Prisme Nexus Ninja est gravement endommagé. L'Étoile Nexus Ninja est ensuite reformée par les Rangers Ninja Steel pour vaincre Madame Odius et est renforcée en raison de sa composition en Super Acier Ninja. Après la défaite de Madame Odius, les Étoiles de Pouvoir Ninja sont replacées dans le Prisme Nexus Ninja, qui se lance ensuite dans l'espace afin de trouver une nouvelle planète ayant besoin de son aide pour lutter contre le mal. Les six Étoiles de Pouvoir sont ensuite rendues aux Rangers Ninja Steel après l'arrivée de Sledge sur Terre pour obtenir les Étoiles de Pouvoir Ninja.
    - Étoiles de Pouvoir Ninja : Les Étoiles de Pouvoir Ninja sont des artefacts spatiaux et les principales sources d'énergie des Rangers Ninja Steel. Elles confèrent également aux Rangers Ninja Steel la capacité de se métamorphoser et d'invoquer leurs armes et Zords. Les Étoiles de Pouvoir Ninja sont détruites lorsque le Nexus Prism Ninja est gravement endommagé, mais elles sont par la suite recréées à partir du Super Acier Ninja Super après que Madame Odius a réparé le Prisme Nexus Ninja.
      - Étoile de Pouvoir Ninja rouge :
      - Étoile de Pouvoir Ninja bleue :
      - Étoile de Pouvoir Ninja jaune :
      - Étoile de Pouvoir Ninja blanche :
      - Étoile de Pouvoir Ninja rose :
      - Étoile de Pouvoir Ninja dorée :
- Super Acier Ninja : Le Super Acier Ninja est un métal spatial super puissant similaire à l'Acier Ninja, découvert pour la première fois par Madame Odius et Badonna lorsqu'il est extrait d'un astéroïde qui s'est écrasé sur le Bagarre au Drôme. Il est utilisé par les Rangers Ninja Steel pour forger de nouvelles Étoiles de Pouvoir Ninja.
- Morpher de Combat Ninja : Le Morpher de Combat Ninja est une arme polyvalente et l'outil nécessaire pour se métamorphoser en un Ranger Ninja Steel.
  - Mode Sabre : Le Morpher de Combat Ninja a la capacité de se transformer en une arme de type lame qui peut trancher les adversaires de son utilisateur.
  - Mode Arc : Le Morpher de Combat Ninja a la capacité de se transformer en une arme de type arc qui peut tirer des flèches sur les adversaires de son utilisateur.
  - Mode Griffe : Le Morpher de Combat Ninja a la capacité de se transformer en une arme de type griffes qui peut déchiqueter les adversaires de son utilisateur.
- Morpher de Combat Ninja doré : Le Morpher de Combat Ninja doré est l'outil nécessaire pour se métamorphoser en le Ranger Ninja Steel doré.
- Morpher Lion de feu: Le Morpher Lion de feu donne au Ranger Ninja Steel la capacité de se métamorphoser en Mode Lion de feu.
- Master Morpher : Le Master Morpher est un Morpher de pouvoir spécial utilisé par Tommy Oliver qui lui donne la capacité de se métamorphoser en Ranger vert, Ranger blanc, Zeo Ranger V rouge Zeo et Ranger Dino Tonnerre noir.
- Émetteur Ninja : L'Émetteur Ninja est un dispositif semblable à une montre intelligente utilisé par les Rangers Ninja Steel comme un dispositif de communication.
- Appareil de Télé-Transportation : L'Appareil de Télé-Transportation est un dispositif créé par la Time Force dans le but de voyager vers différentes dimensions.
- Sabre Étoile Ninja : Le Sabre Étoile Ninja est une arme de type épée utilisée par les Rangers Ninja Steel comme une arme de mêlée.
- Blaster Ninja : Le Blaster Ninja est une arme de type blaster en forme de grenouille utilisée par les Rangers Ninja Steel.
- Guitare Rock-Éclair : La Guitare Rock-Éclair est l'arme personnelle en forme de guitare du Ranger Ninja Steel doré qui possède un mode épée et un mode blaster.
- Sabre Superstar : Le Sabre Superstar est une arme de type sabre suralimentée créée par la Ranger Ninja Steel rose pour combattre Brax. Le Sabre Superstar est également utilisé par le Ranger Ninja Steel doré en Mode Superstar.
- Super Blaster Ninja Steel : Le Super Blaster Ninja Steel est une arme de type blaster en forme de lion utilisée pour effectuer des attaques décisives lorsque les Rangers Ninja Steel sont en Mode Super Ninja Steel.
- Mode Super Ninja Steel : Le Mode Super Ninja Steel est une puissante armure portée par les Rangers Ninja Steel lorsqu'ils se trouvent dans le cockpit de leurs Zords après que leurs Étoiles de Pouvoir Ninja ont été recréées en utilisant du Super Acier Ninja.
- Armure du Lion de feu : L'Armure du Lion de feu est une puissante pièce d'armure originaire de la Galaxie du Lion, donnée aux Rangers Ninja Steel par la Princesse Viera.
- Mode Superstar : Le Mode Superstar est un mode utilisé par le Ranger Ninja Steel doré lorsqu'il exploite les pouvoirs du Sabre Superstar.
- Moto Mega Morph : La Moto Mega Morph est un véhicule de type moto utilisé par les Rangers Ninja Steel.
- Cerf-Volant Ninja : Le Cerf-Volant Ninja est un cerf-volant utilisé par les Rangers Ninja Steel pour voyager dans les airs et peut être invoqué en utilisant l'Étoile Élément en Mode Forêt.

## Zords

### Zords Ninja Steel
- Zord Robot rouge : Le Zord Robot rouge est un Zord humanoid rouge qui s'est manifesté dans une vision provenant du Prisme Nexus Ninja. Le Zord Robot rouge a été inspiré par Redbot et est piloté par le Ranger Ninja Steel rouge.
- Zord Dragon : Le Zord Dragon est un Zord bleu en forme de dragon qui s'est manifesté dans une vision provenant du Prisme Nexus Ninja. Le Zord Dragon a été inspiré par l'amour de Preston Tien pour la magie et les dragons et est piloté par le Ranger Ninja Steel bleu.
- Zord Nitro : Le Zord Nitro est un Zord jaune en forme de camion qui s'est manifesté dans une vision provenant du Prisme Nexus Ninja. Le Zord Nitro a été inspiré par le camion jaune de Calvin Maxwell, Nitro, et est piloté par le Ranger Ninja Steel jaune.
- Zord Kodiak : Le Zord Kodiak est un Zord blanc en forme de kodiak qui s'est manifesté dans une vision provenant du Prisme Nexus Ninja. Le Zord Kodiak Zord a été inspiré par le chien kodiak domestique de Hayley Foster, Kody, et est piloté par la Ranger de Ninja Steel blanc.
- Zord Sonique : Le Zord Sonique est un Zord rose en forme de train qui s'est manifesté dans une vision provenant du Prisme Nexus Ninja. Le Zord Sonique a été inspiré par le hoverboard de Sarah Thompson et est piloté par la Ranger Ninja Steel rose.

### Zords Rodéo
- Zord Robot Cavalier : Zord personnel du Ninja Steel Ranger doré.
- Zord Ninja Taureau : Zord personnel du Ninja Steel Ranger doré.

### Zords Auxiliaires
- Zord Charge héroïque[5] : Zord auxiliaires des Rangers Ninja.
- Zord Astral[6] : Zord auxiliaires des Rangers Ninja.
- Zord Lion de feu : Zord de la princesse Viera (chef de la galaxie du Lion)
- Zord Surfeur[7] : Zord auxiliaire des Rangers Ninja.

### Zords Lumières
Les Zords Lumières apparaissent à partir de l'épisode 9, afin d'aider les Rangers à battre le Mégazords de Madame Odius (Foxatron).
- Zord Faucon : Zord secondaire du Ranger rouge.
- Zord Serpent : Zord secondaire du Ranger bleu.
- Zord Tortue : Zord secondaire du Ranger jaune.
- Zord Tigre : Zord secondaire du Ranger blanc.
- Zord Panda : Zord secondaire du Ranger rose.
- Zord Piranha : Zord secondaire du Ranger doré.

## Megazords
- Megazord Ninja Steel:
  - Mégazord Ninja Steel : formation des 5 Zords Ninja Steel (Zords Robot rouge, Dragon, Nitro, Kodiak et Sonique).
  - Mégazord Ninja Steel Formation Dragon : formation des 5 Zords Ninja Steel avec le Zord Dragon en avant.
  - Mégazord Ninja Steel Charge héroïque : formation des 5 Zords Ninja Steel avec le Zord Charge héroïque.
  - Mégazord Ninja Steel Astral : formation des 5 Zords Ninja Steel avec le Zord Astral.
  - Mégazord Ninja Steel Surfeur : formation des 5 Zords Ninja Steel avec le Zord Surfeur.
- Mégazord Ninja doré
  - Mégazord Rodéo : formation des 2 Zords Ninja doré (Zords Robot Cavalier et Ninja Taureau).
- Mégazord Ninja Fusion : formation du Mégazord Ninja Steel avec le Mégazord Rodéo.
- Mégazord Lion de feu : formation du Zord Lion de feu en Mégazord.
- Mégazord Lumière Ninja : formation des 6 Zords Lumières (Zords Faucon, Serpent, Tortue, Tigre, Panda et Piranha).
- Ultrazord Ninja : formation du Mégazord Ninja Steel avec le Mégazord Lion de feu et le Mégazord Rodéo.
- Ultrazord Lumière Ninja : formation du Mégazord Lumière Ninja avec le Mégazord Lion de feu et le Mégazord Rodéo.

## Épisodes de la vingt-cinquième saison (2018)
| Saison | Saison | Épisodes | États-Unis      | États-Unis        | France                                          | France                            |
| Saison | Saison | Épisodes | Début de saison | Fin de saison     | Début de saison                                 | Fin de saison                     |
| ------ | ------ | -------- | --------------- | ----------------- | ----------------------------------------------- | --------------------------------- |
|        | 25     | 22       | 27 janvier 2018 | 1er décembre 2018 | 2 avril 2018 sur Canal J 27 août 2018 sur Gulli | 23 décembre 2018 25 décembre 2018 |